# Tavole genealogiche della famiglia Pazzi

## Struttura del casato
|                                                          |                                                          |                                       |                                           |                                                           |                                                           |                                                     |                                                  |                                                  |                                               |                                        |                                                               |                                                               |                                          |                                          |
|                                                          |                                                          |                                       |                                           |                                                           |                                                           | Linea originaria                                    |                                                  |                                                  |                                               |                                        |                                                               |                                                               |                                          |                                          |
|                                                          |                                                          |                                       |                                           |                                                           |                                                           |                                                     |                                                  |                                                  |                                               |                                        |                                                               |                                                               |                                          |                                          |
|                                                          |                                                          |                                       |                                           |                                                           |                                                           |                                                     |                                                  |                                                  |                                               |                                        |                                                               |                                                               |                                          |                                          |
|                                                          | Ramo di Schiatta di Pazzo                                | Ramo di Schiatta di Pazzo             |                                           |                                                           |                                                           | Ramo di Uguccione di Pazzo                          | Ramo di Uguccione di Pazzo                       |                                                  |                                               |                                        | Ramo di Uguccione di Ranieri di Pazzo                         | Ramo di Uguccione di Ranieri di Pazzo                         |                                          |                                          |
|                                                          |                                                          |                                       |                                           |                                                           |                                                           |                                                     |                                                  |                                                  |                                               |                                        |                                                               |                                                               |                                          |                                          |
|                                                          |                                                          |                                       |                                           |                                                           |                                                           |                                                     |                                                  |                                                  |                                               |                                        |                                                               |                                                               |                                          |                                          |
| Ramo di Guidotto di Schiatta [Pazzi di Fano] (est. 1669) | Ramo di Guidotto di Schiatta [Pazzi di Fano] (est. 1669) | Ramo di Andrea di Guglielmo           | Ramo di Andrea di Guglielmo               |                                                           | Ramo di Accorri di Aldobrandino di Uguccione (est.)       | Ramo di Accorri di Aldobrandino di Uguccione (est.) | Ramo di Pazzino di Jacopo di Aldobrandino        | Ramo di Pazzino di Jacopo di Aldobrandino        | Ramo di Cherico il Vecchio (est. 1609)        | Ramo di Cherico il Vecchio (est. 1609) | Ramo di Pazzo di Uguccione                                    | Ramo di Pazzo di Uguccione                                    | Ramo di Littifredi di Uguccione (est. ?) | Ramo di Littifredi di Uguccione (est. ?) |
|                                                          |                                                          |                                       |                                           |                                                           |                                                           |                                                     |                                                  |                                                  |                                               |                                        |                                                               |                                                               |                                          |                                          |
|                                                          |                                                          |                                       |                                           |                                                           |                                                           |                                                     |                                                  |                                                  |                                               |                                        |                                                               |                                                               |                                          |                                          |
|                                                          | Ramo di Piero di Andrea (est. 1693)                      | Ramo di Piero di Andrea (est. 1693)   | Ramo di Guglielmo di Antonio di Andrea    | Ramo di Guglielmo di Antonio di Andrea                    |                                                           | Ramo di Cherico di Pazzino di Jacopo                | Ramo di Cherico di Pazzino di Jacopo             | Ramo di Francesco di Pazzino di Jacopo (est.)    | Ramo di Francesco di Pazzino di Jacopo (est.) |                                        | Ramo di Ghinozzo di Uguccione di Carlone di Pazzo (est. 1700) | Ramo di Ghinozzo di Uguccione di Carlone di Pazzo (est. 1700) |                                          |                                          |
|                                                          |                                                          |                                       |                                           |                                                           |                                                           |                                                     |                                                  |                                                  |                                               |                                        |                                                               |                                                               |                                          |                                          |
|                                                          |                                                          |                                       |                                           |                                                           |                                                           |                                                     |                                                  |                                                  |                                               |                                        |                                                               |                                                               |                                          |                                          |
|                                                          |                                                          |                                       | Ramo di Cosimo di Alessandro di Guglielmo | Ramo di Cosimo di Alessandro di Guglielmo                 | Ramo di Antonio di Geri di Leopoldo (est. 1605)           | Ramo di Antonio di Geri di Leopoldo (est. 1605)     | Ramo di Leopoldo di Geri di Leopoldo (est. 1743) | Ramo di Leopoldo di Geri di Leopoldo (est. 1743) |                                               |                                        |                                                               |                                                               |                                          |                                          |
|                                                          |                                                          |                                       |                                           |                                                           |                                                           |                                                     |                                                  |                                                  |                                               |                                        |                                                               |                                                               |                                          |                                          |
|                                                          |                                                          |                                       |                                           |                                                           |                                                           |                                                     |                                                  |                                                  |                                               |                                        |                                                               |                                                               |                                          |                                          |
|                                                          |                                                          | Ramo di Lorenzo di Cosimo (est. 1700) | Ramo di Lorenzo di Cosimo (est. 1700)     | Ramo di Francesco di Cosimo ⬤ esistente (dal XVII secolo) | Ramo di Francesco di Cosimo ⬤ esistente (dal XVII secolo) |                                                     |                                                  |                                                  |                                               |                                        |                                                               |                                                               |                                          |                                          |

## Linea originaria
Fonte:
|                                         |                                         |                             |                                              |                                                         |                                                         |                       |                       |                                                |                                                |
|                                         |                                         | Ranieri                     |                                              |                                                         |                                                         |                       |                       |                                                |                                                |
|                                         |                                         |                             |                                              |                                                         |                                                         |                       |                       |                                                |                                                |
|                                         |                                         |                             |                                              |                                                         |                                                         |                       |                       |                                                |                                                |
|                                         |                                         | Pazzo cavaliere crociato    |                                              |                                                         |                                                         |                       |                       |                                                |                                                |
|                                         |                                         |                             |                                              |                                                         |                                                         |                       |                       |                                                |                                                |
|                                         |                                         |                             |                                              |                                                         |                                                         |                       |                       |                                                |                                                |
|                                         |                                         | Ildebrando notaio imperiale |                                              |                                                         |                                                         |                       |                       |                                                |                                                |
|                                         |                                         |                             |                                              |                                                         |                                                         |                       |                       |                                                |                                                |
|                                         |                                         |                             |                                              |                                                         |                                                         |                       |                       |                                                |                                                |
|                                         | Cherico                                 | Cherico                     | Pazzo, detto "del Notaio" ⚭ Porporella       | Pazzo, detto "del Notaio" ⚭ Porporella                  |                                                         |                       |                       |                                                |                                                |
|                                         |                                         |                             |                                              |                                                         |                                                         |                       |                       |                                                |                                                |
|                                         |                                         |                             |                                              |                                                         |                                                         |                       |                       |                                                |                                                |
| Ranieri                                 | Ranieri                                 |                             | Schiatta                                     | Schiatta                                                |                                                         | Uguccione † ante 1178 | Uguccione † ante 1178 |                                                |                                                |
|                                         |                                         |                             |                                              |                                                         |                                                         |                       |                       |                                                |                                                |
|                                         |                                         |                             |                                              |                                                         |                                                         |                       |                       |                                                |                                                |
| Uguccione                               | Uguccione                               |                             | Ramo di Schiatta di Pazzo ·                  | Ramo di Schiatta di Pazzo ·                             | Aldobrandino                                            | Aldobrandino          | Cherichello           | Cherichello                                    |                                                |
|                                         |                                         |                             |                                              |                                                         |                                                         |                       |                       |                                                |                                                |
|                                         |                                         |                             |                                              |                                                         |                                                         |                       |                       |                                                |                                                |
| Ramo di Uguccione di Ranieri di Pazzo · | Ramo di Uguccione di Ranieri di Pazzo · | Ranieri                     | Ranieri                                      | Jacopo, detto "del Vacca" o "del Neca" cavaliere guelfo | Jacopo, detto "del Vacca" o "del Neca" cavaliere guelfo | Trufetto              | Trufetto              | Accorri militare                               | Accorri militare                               |
|                                         |                                         |                             |                                              |                                                         |                                                         |                       |                       |                                                |                                                |
|                                         |                                         |                             |                                              |                                                         |                                                         |                       |                       |                                                |                                                |
|                                         |                                         |                             | Lapa ⚭ Orso degli Alberti, conte del Mangone | Lapa ⚭ Orso degli Alberti, conte del Mangone            | Pazzino                                                 | Pazzino               |                       | Ramo di Accorri di Aldobrandino di Uguccione · | Ramo di Accorri di Aldobrandino di Uguccione · |
|                                         |                                         |                             |                                              |                                                         |                                                         |                       |                       |                                                |                                                |
|                                         |                                         |                             |                                              |                                                         |                                                         |                       |                       |                                                |                                                |
|                                         |                                         |                             |                                              |                                                         | Ramo di Pazzino di Jacopo di Aldobrandino ·             |                       |                       |                                                |                                                |

## Ramo di Schiatta di Pazzo
Fonte:
|                                                |                                                |                                                                                         |                                                                                         |                                                                  |                                                                  |                                                                                               |                                                                                               |                                |          |                          |                          |                 |
|                                                |                                                |                                                                                         |                                                                                         |                                                                  |                                                                  |                                                                                               |                                                                                               | · Linea originaria             |          |                          |                          |                 |
|                                                |                                                |                                                                                         |                                                                                         |                                                                  |                                                                  |                                                                                               |                                                                                               |                                |          |                          |                          |                 |
|                                                |                                                |                                                                                         |                                                                                         |                                                                  |                                                                  |                                                                                               |                                                                                               |                                |          |                          |                          |                 |
|                                                |                                                |                                                                                         |                                                                                         |                                                                  |                                                                  |                                                                                               |                                                                                               | Schiatta † ante 1188 ⚭ Massaja |          |                          |                          |                 |
|                                                |                                                |                                                                                         |                                                                                         |                                                                  |                                                                  |                                                                                               |                                                                                               |                                |          |                          |                          |                 |
|                                                |                                                |                                                                                         |                                                                                         |                                                                  |                                                                  |                                                                                               |                                                                                               |                                |          |                          |                          |                 |
|                                                |                                                |                                                                                         |                                                                                         |                                                                  |                                                                  | Gherardo                                                                                      | Gherardo                                                                                      |                                |          |                          | Guidotto                 | Guidotto        |
|                                                |                                                |                                                                                         |                                                                                         |                                                                  |                                                                  |                                                                                               |                                                                                               |                                |          |                          |                          |                 |
|                                                |                                                |                                                                                         |                                                                                         |                                                                  |                                                                  |                                                                                               |                                                                                               |                                |          |                          |                          |                 |
|                                                |                                                |                                                                                         | Ubertino                                                                                | Ubertino                                                         |                                                                  |                                                                                               |                                                                                               |                                | Pazzo    | Pazzo                    | Pazzi di Fano ·          | Pazzi di Fano · |
|                                                |                                                |                                                                                         |                                                                                         |                                                                  |                                                                  |                                                                                               |                                                                                               |                                |          |                          |                          |                 |
|                                                |                                                |                                                                                         |                                                                                         |                                                                  |                                                                  |                                                                                               |                                                                                               |                                |          |                          |                          |                 |
| Borgia citato coi fratelli in un atto del 1289 | Borgia citato coi fratelli in un atto del 1289 | Chiaruccio citato coi fratelli in un atto del 1289                                      | Chiaruccio citato coi fratelli in un atto del 1289                                      | Giano citato coi fratelli in un atto del 1289 e vivente nel 1312 | Giano citato coi fratelli in un atto del 1289 e vivente nel 1312 | Ghisola ⚭ Lando di Albizzo degli Albizzi                                                      | Ghisola ⚭ Lando di Albizzo degli Albizzi                                                      | Gherardo                       | Gherardo | Geri                     | Geri                     |                 |
|                                                |                                                |                                                                                         |                                                                                         |                                                                  |                                                                  |                                                                                               |                                                                                               |                                |          |                          |                          |                 |
|                                                |                                                |                                                                                         |                                                                                         |                                                                  |                                                                  |                                                                                               |                                                                                               |                                |          |                          |                          |                 |
|                                                |                                                | Uberto                                                                                  | Uberto                                                                                  | Guidotto † 1348 di peste militare e podestà                      | Guidotto † 1348 di peste militare e podestà                      | Guglielmina fu la madre di Niccolò Acciaiuoli ⚭ Acciaiuolo Acciaiuoli                         | Guglielmina fu la madre di Niccolò Acciaiuoli ⚭ Acciaiuolo Acciaiuoli                         |                                |          | Baratta vivente nel 1338 | Baratta vivente nel 1338 |                 |
|                                                |                                                |                                                                                         |                                                                                         |                                                                  |                                                                  |                                                                                               |                                                                                               |                                |          |                          |                          |                 |
|                                                |                                                |                                                                                         |                                                                                         |                                                                  |                                                                  |                                                                                               |                                                                                               |                                |          |                          |                          |                 |
|                                                |                                                | Nicolosa † 1377 circa ⚭ Jacopo di Cino Del Migliore ⚭ Francesco di Ugolino Da Colognole | Nicolosa † 1377 circa ⚭ Jacopo di Cino Del Migliore ⚭ Francesco di Ugolino Da Colognole | Guglielmo magistrato ⚭ Costanza di Andrea di Filippo de' Bardi   | Guglielmo magistrato ⚭ Costanza di Andrea di Filippo de' Bardi   | Antonio † 1383 circa castellano, podestà, camerlengo, consigliere ⚭ Cella di Nardo Foraboschi | Antonio † 1383 circa castellano, podestà, camerlengo, consigliere ⚭ Cella di Nardo Foraboschi |                                |          | ?                        | ?                        |                 |
|                                                |                                                |                                                                                         |                                                                                         |                                                                  |                                                                  |                                                                                               |                                                                                               |                                |          |                          |                          |                 |
|                                                |                                                |                                                                                         |                                                                                         |                                                                  |                                                                  |                                                                                               |                                                                                               |                                |          |                          |                          |                 |
|                                                |                                                | Domenico † 1433                                                                         | Domenico † 1433                                                                         | Andrea                                                           | Andrea                                                           | Piero vivente nel 1386                                                                        | Piero vivente nel 1386                                                                        |                                |          | Pazzi di Polonia [???]   | Pazzi di Polonia [???]   |                 |
|                                                |                                                |                                                                                         |                                                                                         |                                                                  |                                                                  |                                                                                               |                                                                                               |                                |          |                          |                          |                 |
|                                                |                                                |                                                                                         |                                                                                         |                                                                  |                                                                  |                                                                                               |                                                                                               |                                |          |                          |                          |                 |
|                                                |                                                |                                                                                         |                                                                                         | Ramo di Andrea di Guglielmo ·                                    |                                                                  |                                                                                               |                                                                                               |                                |          |                          |                          |                 |

### Pazzi di Fano
Ramo estintosi nel 1669. Fonte:
|                                                  |                                                  | | |                                                                          |                                                                                   | | | |                                             | | |                                               | | |                                               |                                               |
|                                                  |                                                  | | |                                                                          |                                                                                   | · Ramo di Schiatta di Pazzo                                                                                                   | | |                                             | | |                                               | | |                                               |                                               |
|                                                  |                                                  | | |                                                                          |                                                                                   | | | |                                             | | |                                               | | |                                               |                                               |
|                                                  |                                                  | | |                                                                          |                                                                                   | | | |                                             | | |                                               | | |                                               |                                               |
|                                                  |                                                  | | |                                                                          |                                                                                   | Guidotto militare | | |                                             | | |                                               | | |                                               |                                               |
|                                                  |                                                  | | |                                                                          |                                                                                   | | | |                                             | | |                                               | | |                                               |                                               |
|                                                  |                                                  | | |                                                                          |                                                                                   | | | |                                             | | |                                               | | |                                               |                                               |
|                                                  |                                                  | | |                                                                          | Aldobrandino militare, vivente nel 1268                                           | Aldobrandino militare, vivente nel 1268                                                                                       | Manieri | Manieri |                                             | | |                                               | | |                                               |                                               |
|                                                  |                                                  | | |                                                                          |                                                                                   | | | |                                             | | |                                               | | |                                               |                                               |
|                                                  |                                                  | | |                                                                          |                                                                                   | | | |                                             | | |                                               | | |                                               |                                               |
|                                                  |                                                  | | |                                                                          | Giacomo militare e podestà, vivente nel 1280 ⚭ Margherita di Buoinsegna Beccanugi | | | |                                             | | |                                               | | |                                               |                                               |
|                                                  |                                                  | | |                                                                          |                                                                                   | | | |                                             | | |                                               | | |                                               |                                               |
|                                                  |                                                  | | |                                                                          |                                                                                   | | | |                                             | | |                                               | | |                                               |                                               |
| Giovanna † 1348 circa ⚭ Feo di Bindo de' Tedaldi | Giovanna † 1348 circa ⚭ Feo di Bindo de' Tedaldi | Accorri immatricolato nell'Arte di Calimala nel 1302                                                                                                | Accorri immatricolato nell'Arte di Calimala nel 1302                                                                                                | Arrigo, detto "Ghinga" militare, vivente nel 1312                        | Arrigo, detto "Ghinga" militare, vivente nel 1312                                 | Jera ⚭ Tegliajo Cipriani | Jera ⚭ Tegliajo Cipriani | Bettino | Bettino                                     | Diatorna ⚭ Masnieri di Aldobrandino Cipriani                                                                 | Diatorna ⚭ Masnieri di Aldobrandino Cipriani                                                                 |                                               | | |                                               |                                               |
|                                                  |                                                  | | |                                                                          |                                                                                   | | | |                                             | | |                                               | | |                                               |                                               |
|                                                  |                                                  | | |                                                                          |                                                                                   | | | |                                             | | |                                               | | |                                               |                                               |
|                                                  |                                                  | Piero, detto "Perotto" o "Pierozzo" | Piero, detto "Perotto" o "Pierozzo" |                                                                          |                                                                                   | Arrigo prestò servigi alla Chiesa e si trasferì nella Marca Anconitana                                                        | Arrigo prestò servigi alla Chiesa e si trasferì nella Marca Anconitana                                                                        | |                                             | | |                                               | | |                                               |                                               |
|                                                  |                                                  | | |                                                                          |                                                                                   | | | |                                             | | |                                               | | |                                               |                                               |
|                                                  |                                                  | | |                                                                          |                                                                                   | | | |                                             | | |                                               | | |                                               |                                               |
| Vieri magistrato, vivente nel 1433               | Vieri magistrato, vivente nel 1433               | Arnoldo vivente nel 1450 | Arnoldo vivente nel 1450 | Bartolomea ⚭ Uguccione di Carlone di Pazzo de' Pazzi                     | Bartolomea ⚭ Uguccione di Carlone di Pazzo de' Pazzi                              | Pietro si trasferì col padre                                                                                                  | Pietro si trasferì col padre | |                                             | | |                                               | | |                                               |                                               |
|                                                  |                                                  | | |                                                                          |                                                                                   | | | |                                             | | |                                               | | |                                               |                                               |
|                                                  |                                                  | | |                                                                          |                                                                                   | | | |                                             | | |                                               | | |                                               |                                               |
|                                                  |                                                  | Giovanni Maria ⚭ Cecca di Riccardo di ser Niccolò                                                                                                   | Giovanni Maria ⚭ Cecca di Riccardo di ser Niccolò                                                                                                   |                                                                          |                                                                                   | Giovanni abitava a Senigallia nel 1450 (cittadino dal 1437)                                                                   | Giovanni abitava a Senigallia nel 1450 (cittadino dal 1437)                                                                                   | |                                             | | |                                               | | |                                               |                                               |
|                                                  |                                                  | | |                                                                          |                                                                                   | | | |                                             | | |                                               | | |                                               |                                               |
|                                                  |                                                  | | |                                                                          |                                                                                   | | | |                                             | | |                                               | | |                                               |                                               |
|                                                  |                                                  | | Antonio oratore, vivente nel 1462 ⚭ Piera di Giovanni Gambatelli di Fano                                                                            | Antonio oratore, vivente nel 1462 ⚭ Piera di Giovanni Gambatelli di Fano | Lucrezia ⚭ Giambattista Rinalducci di Senigallia                                  | Lucrezia ⚭ Giambattista Rinalducci di Senigallia                                                                              | Pompeo * 1482 † 1538 magistrato ⚭ Ginevra di Giambattista Negusanti di Fano ⚭ Cassandra Servadei di Senigallia ⚭ Pasilla di Giampaolo da Lodi | Pompeo * 1482 † 1538 magistrato ⚭ Ginevra di Giambattista Negusanti di Fano ⚭ Cassandra Servadei di Senigallia ⚭ Pasilla di Giampaolo da Lodi | Gentile ⚭ Simone de' Terenzi di Senigallia  | Gentile ⚭ Simone de' Terenzi di Senigallia                                                                   | |                                               | | |                                               |                                               |
|                                                  |                                                  | | |                                                                          |                                                                                   | | | |                                             | | |                                               | | |                                               |                                               |
|                                                  |                                                  | | |                                                                          |                                                                                   | | | |                                             | | |                                               | | |                                               |                                               |
|                                                  |                                                  | ⬤ Antonio magistrato, cittadino di Fano dal 1547 e vivente nel 1553 ⚭ Girolama di Danese Passeri di Senigallia ⚭ Giovanna di Angelo Palazzi di Fano | ⬤ Antonio magistrato, cittadino di Fano dal 1547 e vivente nel 1553 ⚭ Girolama di Danese Passeri di Senigallia ⚭ Giovanna di Angelo Palazzi di Fano |                                                                          |                                                                                   | | | |                                             | ⬤ Giammaria magistrato, cittadino di Fano dal 1547 e vivente nel 1579 ⚭ Caterina di Giacomo Costanzi di Fano | ⬤ Giammaria magistrato, cittadino di Fano dal 1547 e vivente nel 1579 ⚭ Caterina di Giacomo Costanzi di Fano | ⬤ Eleonora ⚭ Lodovico Buccianti di Senigallia | ⬤ Eleonora ⚭ Lodovico Buccianti di Senigallia | |                                               |                                               |
|                                                  |                                                  | | |                                                                          |                                                                                   | | | |                                             | | |                                               | | |                                               |                                               |
|                                                  |                                                  | | |                                                                          |                                                                                   | | | |                                             | | |                                               | | |                                               |                                               |
| Margherita ⚭ Matteo Marcolini di Fano            | Margherita ⚭ Matteo Marcolini di Fano            | Giovanna | Giovanna | Riagarda ⚭ Conte Mastai di Senigallia                                    | Riagarda ⚭ Conte Mastai di Senigallia                                             | Pompeo † 1635 cavaliere e gonfaloniere domiciliato a Fano, ove fu consigliere (1593) ⚭ Cornelia di Giovanni Niccolò Negusanti | Pompeo † 1635 cavaliere e gonfaloniere domiciliato a Fano, ove fu consigliere (1593) ⚭ Cornelia di Giovanni Niccolò Negusanti                 | |                                             | | |                                               | Giacomo domiciliato a Fano, ove fu consigliere (1583), fece testamento nel 1589 ⚭ Ginevra di Paolo Paoleti di Fano ⚭ Lucrezia di Amato Amati di Corinaldo | Giacomo domiciliato a Fano, ove fu consigliere (1583), fece testamento nel 1589 ⚭ Ginevra di Paolo Paoleti di Fano ⚭ Lucrezia di Amato Amati di Corinaldo | Battista ⚭ Marcantonio Vigeri di Fano         | Battista ⚭ Marcantonio Vigeri di Fano         |
|                                                  |                                                  | | |                                                                          |                                                                                   | | | |                                             | | |                                               | | |                                               |                                               |
|                                                  |                                                  | | |                                                                          |                                                                                   | | | |                                             | | |                                               | | |                                               |                                               |
|                                                  |                                                  | | Antonio morì in tenera età | Antonio morì in tenera età                                               | Ottavio morì in gioventù                                                          | Ottavio morì in gioventù | Camillo † 1669 cavaliere e magistrato, fu l'ultimo del suo ramo, che si estinse con lui ⚭ Vittoria di Castruccio Castracani                   | Camillo † 1669 cavaliere e magistrato, fu l'ultimo del suo ramo, che si estinse con lui ⚭ Vittoria di Castruccio Castracani                   | Antonio † 1655 frate domenicano e scrittore | Antonio † 1655 frate domenicano e scrittore                                                                  | Margherita monaca                                                                                            | Margherita monaca                             | Paolo consigliere di Fano (1612), morì improle | Paolo consigliere di Fano (1612), morì improle | Eleonora ⚭ cavaliere Pandolfo Torelli di Fano | Eleonora ⚭ cavaliere Pandolfo Torelli di Fano |
|                                                  |                                                  | | |                                                                          |                                                                                   | | | |                                             | | |                                               | | |                                               |                                               |
|                                                  |                                                  | | |                                                                          |                                                                                   | | | |                                             | | |                                               | | |                                               |                                               |
|                                                  |                                                  | | |                                                                          |                                                                                   | | Cornelia ⚭ Annibale, conte di Montevecchio | |                                             | | |                                               | | |                                               |                                               |

### Ramo di Andrea di Guglielmo
Fonte:
| | |  |  |  |                           |                           |                                          |                                          |                                        |                                        | | | |                                           | | |                                                             |                                                                                                  |                                                                                                  |                                                         |                                                       |                                                       | | |
| | |  |  |  |                           |                           |                                          |                                          |                                        |                                        | · Ramo di Schiatta di Pazzo | | |                                           | | |                                                             |                                                                                                  |                                                                                                  |                                                         |                                                       |                                                       | | |
| | |  |  |  |                           |                           |                                          |                                          |                                        |                                        | | | |                                           | | |                                                             |                                                                                                  |                                                                                                  |                                                         |                                                       |                                                       | | |
| | |  |  |  |                           |                           |                                          |                                          |                                        |                                        | | | |                                           | | |                                                             |                                                                                                  |                                                                                                  |                                                         |                                                       |                                                       | | |
| | |  |  |  |                           |                           |                                          |                                          |                                        |                                        | Andrea * 1372 † 1445 magistrato e politico, fece costruire la celebre Cappella Pazzi ⚭ Caterina di Jacopo di Alamanno Salviati | | |                                           | | |                                                             |                                                                                                  |                                                                                                  |                                                         |                                                       |                                                       | | |
| | |  |  |  |                           |                           |                                          |                                          |                                        |                                        | | | |                                           | | |                                                             |                                                                                                  |                                                                                                  |                                                         |                                                       |                                                       | | |
| | |  |  |  |                           |                           |                                          |                                          |                                        |                                        | | | |                                           | | |                                                             |                                                                                                  |                                                                                                  |                                                         |                                                       |                                                       | | |
| Jacopo † 1478 magistrato, partecipò alla Congiura dei Pazzi contro i Medici e fu impiccato ⚭ Maddalena di Antonio di Salvestro Serristori | Jacopo † 1478 magistrato, partecipò alla Congiura dei Pazzi contro i Medici e fu impiccato ⚭ Maddalena di Antonio di Salvestro Serristori |  |  |  | Piero                     | Piero                     |                                          |                                          |                                        |                                        | | | |                                           | Antonio * 1412 † ante 1458 magistrato ⚭ Cosa di Alessandro di Ugo degli Alessandri                                    | Antonio * 1412 † ante 1458 magistrato ⚭ Cosa di Alessandro di Ugo degli Alessandri                                    | Guglielmo nato nel 1415 e morto, probabilmente, in gioventù | Guglielmo nato nel 1415 e morto, probabilmente, in gioventù                                      | Elena nata nel 1418 ⚭ Lamberto di Bernardo Lamberteschi                                          | Elena nata nel 1418 ⚭ Lamberto di Bernardo Lamberteschi | Albiera nata nel 1420 ⚭ Lorenzo di Ilarione de' Bardi | Albiera nata nel 1420 ⚭ Lorenzo di Ilarione de' Bardi | Apollonia fu bandita nel 1434 ⚭ Noferi Del Griggia                                                               | Apollonia fu bandita nel 1434 ⚭ Noferi Del Griggia                                                               |
| | |  |  |  |                           |                           |                                          |                                          |                                        |                                        | | | |                                           | | |                                                             |                                                                                                  |                                                                                                  |                                                         |                                                       |                                                       | | |
| | |  |  |  |                           |                           |                                          |                                          |                                        |                                        | | | |                                           | | |                                                             |                                                                                                  |                                                                                                  |                                                         |                                                       |                                                       | | |
| Beata Caterina [illegittima] * 1463 † 1490 religiosa, fu beatificata da papa Benedetto XIV                                                | Beata Caterina [illegittima] * 1463 † 1490 religiosa, fu beatificata da papa Benedetto XIV                                                |  |  |  | Ramo di Piero di Andrea · | Ramo di Piero di Andrea · | Guglielmo                                | Guglielmo                                | Caterina ⚭ Francesco di Jacopo Venturi | Caterina ⚭ Francesco di Jacopo Venturi | Antonia ⚭ Pierfrancesco di Francesco Venturi                                                                                   | Antonia ⚭ Pierfrancesco di Francesco Venturi                                                               | Elisabetta ⚭ Piero di Gianozzo Pandolfini                                                                  | Elisabetta ⚭ Piero di Gianozzo Pandolfini | Giovanni * 1439 † 1481 seppur estraneo alla Congiura dei Pazzi, fu incarcerato a vita ⚭ Beatrice di Giovanni Borromeo | Giovanni * 1439 † 1481 seppur estraneo alla Congiura dei Pazzi, fu incarcerato a vita ⚭ Beatrice di Giovanni Borromeo | Cenesta ⚭ Francesco di Lutozzo Nasi                         | Cenesta ⚭ Francesco di Lutozzo Nasi                                                              | Camilla ⚭ Averardo di Bernardo Medici                                                            | Camilla ⚭ Averardo di Bernardo Medici                   | Maddalena ⚭ Mico di Niccolò Capponi                   | Maddalena ⚭ Mico di Niccolò Capponi                   | Francesco * 1444 † 1478 ideatore della Congiura dei Pazzi, assassinò Giuliano de' Medici e, perciò, fu impiccato | Francesco * 1444 † 1478 ideatore della Congiura dei Pazzi, assassinò Giuliano de' Medici e, perciò, fu impiccato |
| | |  |  |  |                           |                           |                                          |                                          |                                        |                                        | | | |                                           | | |                                                             |                                                                                                  |                                                                                                  |                                                         |                                                       |                                                       | | |
| | |  |  |  |                           |                           |                                          |                                          |                                        |                                        | | | |                                           | | |                                                             |                                                                                                  |                                                                                                  |                                                         |                                                       |                                                       | | |
| | |  |  |  |                           |                           | Ramo di Guglielmo di Antonio di Andrea · | Ramo di Guglielmo di Antonio di Andrea · |                                        |                                        | | Raffaele * 1471 † 1512 dopo la congiura, fu bandito da Firenze (1478) Divenne militare e morì in battaglia | Raffaele * 1471 † 1512 dopo la congiura, fu bandito da Firenze (1478) Divenne militare e morì in battaglia | Oretta ⚭ Paolo Morelli                    | Oretta ⚭ Paolo Morelli                                                                                                | Galetto nato il 1468 e morto fanciullo                                                                                | Galetto nato il 1468 e morto fanciullo                      | Andrea * 1465 † 1498 dopo la congiura, fu bandito da Firenze (1478) Fu vescovo di Sarno dal 1482 | Andrea * 1465 † 1498 dopo la congiura, fu bandito da Firenze (1478) Fu vescovo di Sarno dal 1482 |                                                         |                                                       |                                                       | | |

#### Ramo di Piero di Andrea
Ramo estintosi nel 1693. Fonte:
|                                                    |                                                    |                                           |                                                                        | | |                                                                               | | |                                                                      |                                                                |                                                                                | | |                                                                                         |                                                                                         | | |                                            | | |                                      |                                              | |                                                                                      |                                                                                      | | | | |                                                            |                                                  |                                                  |                                        |                                            |                                            | | |                                |                                |                                         |                                         |                                         |                                         |                                    |                                    |
|                                                    |                                                    |                                           |                                                                        | | |                                                                               | | |                                                                      |                                                                |                                                                                | | |                                                                                         |                                                                                         | | |                                            | | |                                      |                                              | · Ramo di Andrea di Guglielmo                                                                              |                                                                                      |                                                                                      | | | | |                                                            |                                                  |                                                  |                                        |                                            |                                            | | |                                |                                |                                         |                                         |                                         |                                         |                                    |                                    |
|                                                    |                                                    |                                           |                                                                        | | |                                                                               | | |                                                                      |                                                                |                                                                                | | |                                                                                         |                                                                                         | | |                                            | | |                                      |                                              | |                                                                                      |                                                                                      | | | | |                                                            |                                                  |                                                  |                                        |                                            |                                            | | |                                |                                |                                         |                                         |                                         |                                         |                                    |                                    |
|                                                    |                                                    |                                           |                                                                        | | |                                                                               | | |                                                                      |                                                                |                                                                                | | |                                                                                         |                                                                                         | | |                                            | | |                                      |                                              | |                                                                                      |                                                                                      | | | | |                                                            |                                                  |                                                  |                                        |                                            |                                            | | |                                |                                |                                         |                                         |                                         |                                         |                                    |                                    |
|                                                    |                                                    |                                           |                                                                        | | |                                                                               | | |                                                                      |                                                                |                                                                                | | |                                                                                         |                                                                                         | | |                                            | | |                                      |                                              | Piero † post 1464 magistrato, oratore, ambasciatore e cavaliere ⚭ Fiammetta di Bernardo di Domenico Giugni |                                                                                      |                                                                                      | | | | |                                                            |                                                  |                                                  |                                        |                                            |                                            | | |                                |                                |                                         |                                         |                                         |                                         |                                    |                                    |
|                                                    |                                                    |                                           |                                                                        | | |                                                                               | | |                                                                      |                                                                |                                                                                | | |                                                                                         |                                                                                         | | |                                            | | |                                      |                                              | |                                                                                      |                                                                                      | | | | |                                                            |                                                  |                                                  |                                        |                                            |                                            | | |                                |                                |                                         |                                         |                                         |                                         |                                    |                                    |
|                                                    |                                                    |                                           |                                                                        | | |                                                                               | | |                                                                      |                                                                |                                                                                | | |                                                                                         |                                                                                         | | |                                            | | |                                      |                                              | |                                                                                      |                                                                                      | | | | |                                                            |                                                  |                                                  |                                        |                                            |                                            | | |                                |                                |                                         |                                         |                                         |                                         |                                    |                                    |
|                                                    |                                                    |                                           | Niccolò nato il 16 novembre 1437, gemello di Orietta, ma morì in fasce | Niccolò nato il 16 novembre 1437, gemello di Orietta, ma morì in fasce                                                | Oretta nata il 16 novembre 1437, gemella di Niccolò ⚭ Giovanni di Tanay Nerli                                         | Oretta nata il 16 novembre 1437, gemella di Niccolò ⚭ Giovanni di Tanay Nerli | Renato * 1442 † 1478 non partecipò alla congiura, ma n'era conscio e perciò fu impiccato ⚭ Francesca di Giovanni Martini | Renato * 1442 † 1478 non partecipò alla congiura, ma n'era conscio e perciò fu impiccato ⚭ Francesca di Giovanni Martini |                                                                      |                                                                | Antonio * 1451 † 1479 religioso, fu vescovo di Sarno (1475) e di Mileto (1478) | Antonio * 1451 † 1479 religioso, fu vescovo di Sarno (1475) e di Mileto (1478)                                                        | |                                                                                         |                                                                                         | Galeotto * 1456 † 1517 dopo la congiura, fu incarcerato fino al 1480 e divenne magistrato (dal 1494) ⚭ Lucrezia di Bese Magalotti | Galeotto * 1456 † 1517 dopo la congiura, fu incarcerato fino al 1480 e divenne magistrato (dal 1494) ⚭ Lucrezia di Bese Magalotti | Niccolò * 1457 † 1457                      | Niccolò * 1457 † 1457 | Lena nata nel 1458 ⚭ Bartolomeo Nasi                                                                                      | Lena nata nel 1458 ⚭ Bartolomeo Nasi | Ippolita nata nel 1460 e morta in tenera età | Ippolita nata nel 1460 e morta in tenera età                                                               | Giovanni nato il 12 luglio 1454 seppur estraneo alla congiura, fu incarcerato a vita | Giovanni nato il 12 luglio 1454 seppur estraneo alla congiura, fu incarcerato a vita | Niccolò * 1462 † 1519 dopo la congiura, fu incarcerato fino al 1480 e divenne magistrato (dal 1494) | Niccolò * 1462 † 1519 dopo la congiura, fu incarcerato fino al 1480 e divenne magistrato (dal 1494) | Andrea † 1516 dopo la congiura, fu incarcerato fino al 1480 e divenne magistrato (dal 1494) ⚭ Zeffira di Luigi Tegliacci | Andrea † 1516 dopo la congiura, fu incarcerato fino al 1480 e divenne magistrato (dal 1494) ⚭ Zeffira di Luigi Tegliacci | Marietta ⚭ Donato di Neri Acciaiuoli                       | Marietta ⚭ Donato di Neri Acciaiuoli             | Lucrezia nata nel 1464 e morta infante           | Lucrezia nata nel 1464 e morta infante | Alessandra ⚭ Antonio di Giovanni Canigiani | Alessandra ⚭ Antonio di Giovanni Canigiani | Leonardo † 1515 prete, svolse vari ruoli ecclesiastici Dopo la congiura, fu bandito da Firenze fino al 1494 | Leonardo † 1515 prete, svolse vari ruoli ecclesiastici Dopo la congiura, fu bandito da Firenze fino al 1494 | Lisa ⚭ Agnolo di Otto Nicolini | Lisa ⚭ Agnolo di Otto Nicolini | Caterina ⚭ Bartolomeo di Filippo Valori | Caterina ⚭ Bartolomeo di Filippo Valori | Costanza ⚭ Domenico di Braccio Martelli | Costanza ⚭ Domenico di Braccio Martelli | Ginevra ⚭ Piero di Daniele Alberti | Ginevra ⚭ Piero di Daniele Alberti |
|                                                    |                                                    |                                           |                                                                        | | |                                                                               | | |                                                                      |                                                                |                                                                                | | |                                                                                         |                                                                                         | | |                                            | | |                                      |                                              | |                                                                                      |                                                                                      | | | | |                                                            |                                                  |                                                  |                                        |                                            |                                            | | |                                |                                |                                         |                                         |                                         |                                         |                                    |                                    |
|                                                    |                                                    |                                           |                                                                        | | |                                                                               | | |                                                                      |                                                                |                                                                                | | |                                                                                         |                                                                                         | | |                                            | | |                                      |                                              | |                                                                                      |                                                                                      | | | | |                                                            |                                                  |                                                  |                                        |                                            |                                            | | |                                |                                |                                         |                                         |                                         |                                         |                                    |                                    |
| Elisabetta ⚭ Francesco di Giuseppe di Jacopo Corsi | Elisabetta ⚭ Francesco di Giuseppe di Jacopo Corsi | Maria ⚭ Leonardo di Bernardo Strozzi      | Maria ⚭ Leonardo di Bernardo Strozzi                                   | Piero nato il 13 novembre 1465, vivente al 1539 magistrato ⚭ Dianora di Andrea Capponi                                | Piero nato il 13 novembre 1465, vivente al 1539 magistrato ⚭ Dianora di Andrea Capponi                                | Carlo nato il 7 gennaio 1466 cavaliere gerosolomitano (1516)                  | Carlo nato il 7 gennaio 1466 cavaliere gerosolomitano (1516)                                                             | Cornelia nata nel 1469 ⚭ Pierfrancesco di Giorgio di Niccolò Ridolfi                                                     | Cornelia nata nel 1469 ⚭ Pierfrancesco di Giorgio di Niccolò Ridolfi | Girolamo nato il 2 marzo 1472 e morto in tenera età            | Girolamo nato il 2 marzo 1472 e morto in tenera età                            | Giovanni * 1476 † 1528 dopo la congiura, fu bandito fino al 1494 e divenne magistrato ⚭ Margherita di Pier Antonio di Gaspero Bandini | Giovanni * 1476 † 1528 dopo la congiura, fu bandito fino al 1494 e divenne magistrato ⚭ Margherita di Pier Antonio di Gaspero Bandini | Caterina ⚭ Giovanni di Vieri Salviati                                                   | Caterina ⚭ Giovanni di Vieri Salviati                                                   | Lucrezia † 1494 ⚭ Antonio Oraso                                                                                                   | Lucrezia † 1494 ⚭ Antonio Oraso                                                                                                   |                                            | | |                                      |                                              | |                                                                                      |                                                                                      | Dianora ⚭ Antonio di Matteo de' Pazzi                                                               | Dianora ⚭ Antonio di Matteo de' Pazzi                                                               | Bartolomeo nato nel 1473 ⚭ Brigida Manetti                                                                               | Bartolomeo nato nel 1473 ⚭ Brigida Manetti                                                                               | Beatrice [illegittima] nata nel 1464                       | Beatrice [illegittima] nata nel 1464             |                                                  |                                        |                                            |                                            | | |                                |                                |                                         |                                         |                                         |                                         |                                    |                                    |
|                                                    |                                                    |                                           |                                                                        | | |                                                                               | | |                                                                      |                                                                |                                                                                | | |                                                                                         |                                                                                         | | |                                            | | |                                      |                                              | |                                                                                      |                                                                                      | | | | |                                                            |                                                  |                                                  |                                        |                                            |                                            | | |                                |                                |                                         |                                         |                                         |                                         |                                    |                                    |
|                                                    |                                                    |                                           |                                                                        | | |                                                                               | | |                                                                      |                                                                |                                                                                | | |                                                                                         |                                                                                         | | |                                            | | |                                      |                                              | |                                                                                      |                                                                                      | | | | |                                                            |                                                  |                                                  |                                        |                                            |                                            | | |                                |                                |                                         |                                         |                                         |                                         |                                    |                                    |
| Andrea morto in tenera età                         | Andrea morto in tenera età                         | Margherita ⚭ Leonardo di Michele Pescioni | Margherita ⚭ Leonardo di Michele Pescioni                              | Galeotto nato il 4 luglio 1525, vivente al 1595 magistrato ⚭ Luisa di Antonio Guidotti ⚭ Oretta di Giovanni Orlandini | Galeotto nato il 4 luglio 1525, vivente al 1595 magistrato ⚭ Luisa di Antonio Guidotti ⚭ Oretta di Giovanni Orlandini | Francesca ⚭ Giovanni di Attagnolo Benvenuti                                   | Francesca ⚭ Giovanni di Attagnolo Benvenuti                                                                              | Renato canonico | Renato canonico                                                      | Francesca ⚭ Federico di Roberto di Sozzo de' Bardi             | Francesca ⚭ Federico di Roberto di Sozzo de' Bardi                             | Pierantonio * 1572 † 1598 ⚭ Francesca di Matteo Cini                                                                                  | Pierantonio * 1572 † 1598 ⚭ Francesca di Matteo Cini                                                                                  | Elisabetta ⚭ Bartolomeo di Antonio Castellani                                           | Elisabetta ⚭ Bartolomeo di Antonio Castellani                                           | | |                                            | | |                                      |                                              | |                                                                                      | Niccolò cavaliere gerosolomitano                                                     | Niccolò cavaliere gerosolomitano                                                                    | Ginevra ⚭ Niccolò di Niccolò Ubaldini                                                               | Ginevra ⚭ Niccolò di Niccolò Ubaldini                                                                                    | Piero † 1599 podestà ⚭ Caterina di Francesco degli Albizzi                                                               | Piero † 1599 podestà ⚭ Caterina di Francesco degli Albizzi | Camilla † 1568 circa ⚭ Andrea di Matteo Grazzini | Camilla † 1568 circa ⚭ Andrea di Matteo Grazzini |                                        |                                            |                                            | | |                                |                                |                                         |                                         |                                         |                                         |                                    |                                    |
|                                                    |                                                    |                                           |                                                                        | | |                                                                               | | |                                                                      |                                                                |                                                                                | | |                                                                                         |                                                                                         | | |                                            | | |                                      |                                              | |                                                                                      |                                                                                      | | | | |                                                            |                                                  |                                                  |                                        |                                            |                                            | | |                                |                                |                                         |                                         |                                         |                                         |                                    |                                    |
|                                                    |                                                    |                                           |                                                                        | | |                                                                               | | |                                                                      |                                                                |                                                                                | | |                                                                                         |                                                                                         | | |                                            | | |                                      |                                              | |                                                                                      |                                                                                      | | | | |                                                            |                                                  |                                                  |                                        |                                            |                                            | | |                                |                                |                                         |                                         |                                         |                                         |                                    |                                    |
|                                                    |                                                    |                                           |                                                                        | | |                                                                               | | Renato † 1581 canonico, magistrato e accademico                                                                          | Renato † 1581 canonico, magistrato e accademico                      | Maddalena ⚭ Jacopo Lapaccini                                   | Maddalena ⚭ Jacopo Lapaccini                                                   | Giuliano morto in tenera età | Giuliano morto in tenera età | Giovanni * 1533 † 1587-98 ⚭ Alessandra di Ottaviano di Neri Acciaiuoli                  | Giovanni * 1533 † 1587-98 ⚭ Alessandra di Ottaviano di Neri Acciaiuoli                  | Margherita ⚭ Antonio di Bartolomeo Bruni ⚭ Niccolò di Luigi Malagonelle                                                           | Margherita ⚭ Antonio di Bartolomeo Bruni ⚭ Niccolò di Luigi Malagonelle                                                           |                                            | | |                                      |                                              | |                                                                                      |                                                                                      | | | | |                                                            |                                                  |                                                  |                                        |                                            |                                            | | |                                |                                |                                         |                                         |                                         |                                         |                                    |                                    |
|                                                    |                                                    |                                           |                                                                        | | |                                                                               | | |                                                                      |                                                                |                                                                                | | |                                                                                         |                                                                                         | | |                                            | | |                                      |                                              | |                                                                                      |                                                                                      | | | | |                                                            |                                                  |                                                  |                                        |                                            |                                            | | |                                |                                |                                         |                                         |                                         |                                         |                                    |                                    |
|                                                    |                                                    |                                           |                                                                        | | |                                                                               | | |                                                                      |                                                                |                                                                                | | |                                                                                         |                                                                                         | | |                                            | | |                                      |                                              | |                                                                                      |                                                                                      | | | | |                                                            |                                                  |                                                  |                                        |                                            |                                            | | |                                |                                |                                         |                                         |                                         |                                         |                                    |                                    |
|                                                    |                                                    |                                           |                                                                        | | |                                                                               | | |                                                                      |                                                                |                                                                                | Francesco | Francesco | Andrea * 1577 † 1638 magistrato, podestà e capitano ⚭ Caterina di Agostino Aldobrandini | Andrea * 1577 † 1638 magistrato, podestà e capitano ⚭ Caterina di Agostino Aldobrandini | Livia ⚭ Giovanni di Filippo Del Vernaccia                                                                                         | Livia ⚭ Giovanni di Filippo Del Vernaccia                                                                                         |                                            | | |                                      |                                              | |                                                                                      |                                                                                      | | | | |                                                            |                                                  |                                                  |                                        |                                            |                                            | | |                                |                                |                                         |                                         |                                         |                                         |                                    |                                    |
|                                                    |                                                    |                                           |                                                                        | | |                                                                               | | |                                                                      |                                                                |                                                                                | | |                                                                                         |                                                                                         | | |                                            | | |                                      |                                              | |                                                                                      |                                                                                      | | | | |                                                            |                                                  |                                                  |                                        |                                            |                                            | | |                                |                                |                                         |                                         |                                         |                                         |                                    |                                    |
|                                                    |                                                    |                                           |                                                                        | | |                                                                               | | |                                                                      |                                                                |                                                                                | | |                                                                                         |                                                                                         | | |                                            | | |                                      |                                              | |                                                                                      |                                                                                      | | | | |                                                            |                                                  |                                                  |                                        |                                            |                                            | | |                                |                                |                                         |                                         |                                         |                                         |                                    |                                    |
|                                                    |                                                    |                                           |                                                                        | | |                                                                               | | | Renato * 7 giugno 1619 † 12 febbraio 1691 canonico e scrittore       | Renato * 7 giugno 1619 † 12 febbraio 1691 canonico e scrittore | Francesco morto in tenera età                                                  | Francesco morto in tenera età | Virginia † 1659 ⚭ Giovanni di Francesco Naldini                                                                                       | Virginia † 1659 ⚭ Giovanni di Francesco Naldini                                         | Alessandra monaca benedettina col nome di suor Margherita Angelica                      | Alessandra monaca benedettina col nome di suor Margherita Angelica                                                                | Maria † 1695 ⚭ cavaliere Francesco Carlini                                                                                        | Maria † 1695 ⚭ cavaliere Francesco Carlini | Pierantonio * 4 febbraio 1617 † 17 gennaio 1693 canonico (fino al 1640), fu l'ultimo del suo ramo, che si estinse con lui | Pierantonio * 4 febbraio 1617 † 17 gennaio 1693 canonico (fino al 1640), fu l'ultimo del suo ramo, che si estinse con lui |                                      |                                              | |                                                                                      |                                                                                      | | | | |                                                            |                                                  |                                                  |                                        |                                            |                                            | | |                                |                                |                                         |                                         |                                         |                                         |                                    |                                    |

#### Ramo di Guglielmo di Antonio di Andrea
Fonte:
|                                                                                   |                                                                                   | | |                                        |                                        |                                               |                                               |                                      |                                      |                                             |                                             | | | |                               |                                    |                                    |                                  |                                  |                                             |                                             | | |                                          |                                          |                                                                      |                                                                      |        |        |
|                                                                                   |                                                                                   | | |                                        |                                        |                                               |                                               |                                      |                                      |                                             |                                             | | | · Ramo di Andrea di Guglielmo |                               |                                    |                                    |                                  |                                  |                                             |                                             | | |                                          |                                          |                                                                      |                                                                      |        |        |
|                                                                                   |                                                                                   | | |                                        |                                        |                                               |                                               |                                      |                                      |                                             |                                             | | | |                               |                                    |                                    |                                  |                                  |                                             |                                             | | |                                          |                                          |                                                                      |                                                                      |        |        |
|                                                                                   |                                                                                   | | |                                        |                                        |                                               |                                               |                                      |                                      |                                             |                                             | | | |                               |                                    |                                    |                                  |                                  |                                             |                                             | | |                                          |                                          |                                                                      |                                                                      |        |        |
|                                                                                   |                                                                                   | | |                                        |                                        |                                               |                                               |                                      |                                      |                                             |                                             | | | Guglielmo * 1437 † 1516 magistrato e politico, seppur estraneo alla congiura, fu esiliato fino al 1494 Signore di Civitella di Romagna ⚭ Bianca de' Medici |                               |                                    |                                    |                                  |                                  |                                             |                                             | | |                                          |                                          |                                                                      |                                                                      |        |        |
|                                                                                   |                                                                                   | | |                                        |                                        |                                               |                                               |                                      |                                      |                                             |                                             | | | |                               |                                    |                                    |                                  |                                  |                                             |                                             | | |                                          |                                          |                                                                      |                                                                      |        |        |
|                                                                                   |                                                                                   | | |                                        |                                        |                                               |                                               |                                      |                                      |                                             |                                             | | | |                               |                                    |                                    |                                  |                                  |                                             |                                             | | |                                          |                                          |                                                                      |                                                                      |        |        |
| Giuliano * 1486 † 1517 dottore in legge, abate, canonico, referendario apostolico | Giuliano * 1486 † 1517 dottore in legge, abate, canonico, referendario apostolico | Cosimo * 1466 † 1516 canonico, abate, ambasciatore, governatore, vescovo di Oloron (1492), di Arezzo (1497) e arcivescovo di Firenze (1508) | Cosimo * 1466 † 1516 canonico, abate, ambasciatore, governatore, vescovo di Oloron (1492), di Arezzo (1497) e arcivescovo di Firenze (1508) | Antonio nato nel 1462 e morto in fasce | Antonio nato nel 1462 e morto in fasce | Alessandra ⚭ Bartolomeo di Rosso Buondelmonti | Alessandra ⚭ Bartolomeo di Rosso Buondelmonti | Piero nato nel 1468 e morto in fasce | Piero nato nel 1468 e morto in fasce | Contessina ⚭ Giuliano di Francesco Salviati | Contessina ⚭ Giuliano di Francesco Salviati | Antonio * 1460 † 1528 banchiere, commerciante e magistrato ⚭ Clemenza di Francesco di Roberto Martelli                                   | Antonio * 1460 † 1528 banchiere, commerciante e magistrato ⚭ Clemenza di Francesco di Roberto Martelli                                   | Maddalena ⚭ Ormanozzo Deti | Maddalena ⚭ Ormanozzo Deti    | Giovanna ⚭ Tommaso Monaldi         | Giovanna ⚭ Tommaso Monaldi         | Cosa ⚭ Francesco di Luca Capponi | Cosa ⚭ Francesco di Luca Capponi | Luigia ⚭ Folco di Edoardo Portinari         | Luigia ⚭ Folco di Edoardo Portinari         | Alessandro * 1483 † 1529 magistrato, grecista, latinista, traduttore e scrittore ⚭ Costanza di Niccolò di Tommaso Antinori | Alessandro * 1483 † 1529 magistrato, grecista, latinista, traduttore e scrittore ⚭ Costanza di Niccolò di Tommaso Antinori | Lorenzo                                  | Lorenzo                                  | Lucrezia ⚭ Carlo di Antonio Da Diacceto ⚭ Pietro di Braccio Martelli | Lucrezia ⚭ Carlo di Antonio Da Diacceto ⚭ Pietro di Braccio Martelli | Renato | Renato |
|                                                                                   |                                                                                   | | |                                        |                                        |                                               |                                               |                                      |                                      |                                             |                                             | | | |                               |                                    |                                    |                                  |                                  |                                             |                                             | | |                                          |                                          |                                                                      |                                                                      |        |        |
|                                                                                   |                                                                                   | | |                                        |                                        |                                               |                                               |                                      |                                      |                                             |                                             | | | |                               |                                    |                                    |                                  |                                  |                                             |                                             | | |                                          |                                          |                                                                      |                                                                      |        |        |
|                                                                                   |                                                                                   | | |                                        |                                        |                                               |                                               | Camilla ⚭ Battista di Niccolò Nasi   | Camilla ⚭ Battista di Niccolò Nasi   | Tita ⚭ Neri Bonciani                        | Tita ⚭ Neri Bonciani                        | Francesco, detto "Ceccone" * 1508 † 1550 circa oppositore dei Medici, fu considerato ribelle e bandito ⚭ Costanza di Zanobi Buondelmonti | Francesco, detto "Ceccone" * 1508 † 1550 circa oppositore dei Medici, fu considerato ribelle e bandito ⚭ Costanza di Zanobi Buondelmonti | Jacopo † 1494 ⚭ Antonio Oraso | Jacopo † 1494 ⚭ Antonio Oraso | Lisa ⚭ Antonio di Matteo de' Pazzi | Lisa ⚭ Antonio di Matteo de' Pazzi | Giovanni † 1564 abate e canonico | Giovanni † 1564 abate e canonico | Costanza ⚭ Benedetto di Gaspero Da Diacceto | Costanza ⚭ Benedetto di Gaspero Da Diacceto | Cosimo | Cosimo | Luigi [illegittimo] legittimato nel 1565 | Luigi [illegittimo] legittimato nel 1565 | Guglielmo nel 1536 pubblicò un'opera del padre                       | Guglielmo nel 1536 pubblicò un'opera del padre                       |        |        |
|                                                                                   |                                                                                   | | |                                        |                                        |                                               |                                               |                                      |                                      |                                             |                                             | | | |                               |                                    |                                    |                                  |                                  |                                             |                                             | | |                                          |                                          |                                                                      |                                                                      |        |        |
|                                                                                   |                                                                                   | | |                                        |                                        |                                               |                                               |                                      |                                      |                                             |                                             | | | |                               |                                    |                                    |                                  |                                  |                                             |                                             | | |                                          |                                          |                                                                      |                                                                      |        |        |
|                                                                                   |                                                                                   | | |                                        |                                        |                                               |                                               |                                      |                                      |                                             | Clemenza ⚭ Zanobi di Francesco Da Filicaja  | Clemenza ⚭ Zanobi di Francesco Da Filicaja                                                                                               | Antonio † 1598 cavaliere gerosolomitano e poeta, visse e morì esule per le colpe del padre                                               | Antonio † 1598 cavaliere gerosolomitano e poeta, visse e morì esule per le colpe del padre                                                                 |                               |                                    |                                    |                                  |                                  |                                             |                                             | Ramo di Cosimo di Alessandro di Guglielmo ·                                                                                | Ramo di Cosimo di Alessandro di Guglielmo ·                                                                                |                                          |                                          |                                                                      |                                                                      |        |        |

#### Ramo di Cosimo di Alessandro di Guglielmo
Fonte:
|                             |                             |                                                               |                                                               | | |                                                                       | | | |                               |                               |                                          |                                          |                                                 |                                                 |
|                             |                             |                                                               |                                                               | | |                                                                       | · Ramo di Guglielmo di Antonio di Andrea | | |                               |                               |                                          |                                          |                                                 |                                                 |
|                             |                             |                                                               |                                                               | | |                                                                       | | | |                               |                               |                                          |                                          |                                                 |                                                 |
|                             |                             |                                                               |                                                               | | |                                                                       | | | |                               |                               |                                          |                                          |                                                 |                                                 |
|                             |                             |                                                               |                                                               | | |                                                                       | Cosimo * 1514 † 1595 Signore di Civitella di Romagna magistrato e politico ⚭ Maria di Jacopo di Piero Guicciardini ⚭ Lodovica di Gianozzo di Pierfilippo Pandolfini | | |                               |                               |                                          |                                          |                                                 |                                                 |
|                             |                             |                                                               |                                                               | | |                                                                       | | | |                               |                               |                                          |                                          |                                                 |                                                 |
|                             |                             |                                                               |                                                               | | |                                                                       | | | |                               |                               |                                          |                                          |                                                 |                                                 |
| ⬤ Lorenzo                   | ⬤ Lorenzo                   | ⬤ Pazzino nato il 30 luglio 1566 ⚭ Dianora di Albizzo Mancini | ⬤ Pazzino nato il 30 luglio 1566 ⚭ Dianora di Albizzo Mancini | ⬤ Alessandro * 1550 † 1607 canonico, abate, cavaliere, commendatore, scudiero, segretario, consigliere | ⬤ Alessandro * 1550 † 1607 canonico, abate, cavaliere, commendatore, scudiero, segretario, consigliere | Raffaele cavaliere gerosolomitano, ammiraglio e generale delle galere | Raffaele cavaliere gerosolomitano, ammiraglio e generale delle galere                                                                                               | ⬤ Gianozzo † 1568 fu assassinato senza apparente motivo dagli staffieri dell'allora cardinale Ferdinando de' Medici | ⬤ Gianozzo † 1568 fu assassinato senza apparente motivo dagli staffieri dell'allora cardinale Ferdinando de' Medici | ⬤ Francesco                   | ⬤ Francesco                   | ⬤ Caterina ⚭ Leonardo di Jacopo Serzelli | ⬤ Caterina ⚭ Leonardo di Jacopo Serzelli | ⬤ Camilla ⚭ Gianozzo di Bartolomeo Del Giocondo | ⬤ Camilla ⚭ Gianozzo di Bartolomeo Del Giocondo |
|                             |                             |                                                               |                                                               | | |                                                                       | | | |                               |                               |                                          |                                          |                                                 |                                                 |
|                             |                             |                                                               |                                                               | | |                                                                       | | | |                               |                               |                                          |                                          |                                                 |                                                 |
| Ramo di Lorenzo di Cosimo · | Ramo di Lorenzo di Cosimo · |                                                               |                                                               | | |                                                                       | | | | Ramo di Francesco di Cosimo · | Ramo di Francesco di Cosimo · |                                          |                                          |                                                 |                                                 |

#### Ramo di Lorenzo di Cosimo
Ramo estintosi nel 1700. Fonte:
|                                               | | |                                                                     | | | |                                                                                        | | |                                                                        |                                                                        |
|                                               | | |                                                                     | · Ramo di Cosimo di Alessandro di Guglielmo | | |                                                                                        | | |                                                                        |                                                                        |
|                                               | | |                                                                     | | | |                                                                                        | | |                                                                        |                                                                        |
|                                               | | |                                                                     | | | |                                                                                        | | |                                                                        |                                                                        |
|                                               | | |                                                                     | Lorenzo * 1551 † 1624 paggio e scudiero di Cosimo I de' Medici, magistrato, cavaliere ⚭ Giulia del conte Clemente Pietra                                                            | | |                                                                                        | | |                                                                        |                                                                        |
|                                               | | |                                                                     | | | |                                                                                        | | |                                                                        |                                                                        |
|                                               | | |                                                                     | | | |                                                                                        | | |                                                                        |                                                                        |
|                                               | Guglielmo * 1587 † 1649 paggio di corte, cavaliere, balio, magistrato ⚭ Cassandra del senatore Cosimo Tornabuoni | Guglielmo * 1587 † 1649 paggio di corte, cavaliere, balio, magistrato ⚭ Cassandra del senatore Cosimo Tornabuoni | Bianca ⚭ senatore Giulio di Bertino Ricasoli, barone della Trappola | Bianca ⚭ senatore Giulio di Bertino Ricasoli, barone della Trappola | Cosimo * 1589 † 1654 cavaliere, commendatore, capitano delle milizie granducali ⚭ Alessandra di Francesco Borromeo                                                                  | Cosimo * 1589 † 1654 cavaliere, commendatore, capitano delle milizie granducali ⚭ Alessandra di Francesco Borromeo | Lodovico † 1578 minor conventuale, teologo, decano, inquisitore generale della Toscana | Lodovico † 1578 minor conventuale, teologo, decano, inquisitore generale della Toscana             | |                                                                        |                                                                        |
|                                               | | |                                                                     | | | |                                                                                        | | |                                                                        |                                                                        |
|                                               | | |                                                                     | | | |                                                                                        | | |                                                                        |                                                                        |
| Giulia † 16 maggio 1704 ⚭ Alessandro Biliotti | Giulia † 16 maggio 1704 ⚭ Alessandro Biliotti                                                                    | Camilla ⚭ Michele Grifoni                                                                                        | Camilla ⚭ Michele Grifoni                                           | Lorenzo nato il 12 gennaio 1641 al servizio del Re di Polonia, fu creato conte e poi cancelliere di Lituania ⚭ Lodovica Tettfein ⚭ Lodovica Giovanna di Giovanni Casimiro Tenziriow | Lorenzo nato il 12 gennaio 1641 al servizio del Re di Polonia, fu creato conte e poi cancelliere di Lituania ⚭ Lodovica Tettfein ⚭ Lodovica Giovanna di Giovanni Casimiro Tenziriow | Francesco nato il 10 marzo 1645 fu al servizio del granduca Cosimo III de' Medici                                  | Francesco nato il 10 marzo 1645 fu al servizio del granduca Cosimo III de' Medici      | Clemente paggio alla corte granducale di Ferdinando II de' Medici e capitano nelle milizie toscane | Clemente paggio alla corte granducale di Ferdinando II de' Medici e capitano nelle milizie toscane | Luigi † 6 aprile 1700 fu l'ultimo del suo ramo, che si estinse con lui | Luigi † 6 aprile 1700 fu l'ultimo del suo ramo, che si estinse con lui |
|                                               | | |                                                                     | | | |                                                                                        | | |                                                                        |                                                                        |
|                                               | | |                                                                     | | | |                                                                                        | | |                                                                        |                                                                        |
|                                               | | | Chiara ⚭ conte Stefano Grotowski                                    | Chiara ⚭ conte Stefano Grotowski | Lorenzo morto in fasce | Lorenzo morto in fasce                                                                                             |                                                                                        | | |                                                                        |                                                                        |

#### Ramo di Francesco di Cosimo
Ramo ancora molto fiorente verso la metà del XIX secolo e, probabilmente, tuttora esistente. Fonte:
|                                                                  |                                                                  |                        | | |                                                                                           |                                                                                        |                                                                                        |                                                                                         |                                                                                         |                                                                                |                                                                                | | | |                                                                                                 |                                                                                                 |                                                      |                                                                                      |                                                                                      | | |                                                                                     | | |                                                                             |                                                                 |                                           |                                           |                                                                          |                                                                          |
|                                                                  |                                                                  |                        | | |                                                                                           |                                                                                        |                                                                                        |                                                                                         |                                                                                         |                                                                                |                                                                                | | | |                                                                                                 |                                                                                                 |                                                      | · Ramo di Cosimo di Alessandro di Guglielmo                                          |                                                                                      | | |                                                                                     | | |                                                                             |                                                                 |                                           |                                           |                                                                          |                                                                          |
|                                                                  |                                                                  |                        | | |                                                                                           |                                                                                        |                                                                                        |                                                                                         |                                                                                         |                                                                                |                                                                                | | | |                                                                                                 |                                                                                                 |                                                      |                                                                                      |                                                                                      | | |                                                                                     | | |                                                                             |                                                                 |                                           |                                           |                                                                          |                                                                          |
|                                                                  |                                                                  |                        | | |                                                                                           |                                                                                        |                                                                                        |                                                                                         |                                                                                         |                                                                                |                                                                                | | | |                                                                                                 |                                                                                                 |                                                      |                                                                                      |                                                                                      | | |                                                                                     | | |                                                                             |                                                                 |                                           |                                           |                                                                          |                                                                          |
|                                                                  |                                                                  |                        | | |                                                                                           |                                                                                        |                                                                                        |                                                                                         |                                                                                         |                                                                                |                                                                                | | | |                                                                                                 |                                                                                                 |                                                      | Francesco * 1559 † 1619 ⚭ Maddalena di Bartolomeo Tedaldi                            |                                                                                      | | |                                                                                     | | |                                                                             |                                                                 |                                           |                                           |                                                                          |                                                                          |
|                                                                  |                                                                  |                        | | |                                                                                           |                                                                                        |                                                                                        |                                                                                         |                                                                                         |                                                                                |                                                                                | | | |                                                                                                 |                                                                                                 |                                                      |                                                                                      |                                                                                      | | |                                                                                     | | |                                                                             |                                                                 |                                           |                                           |                                                                          |                                                                          |
|                                                                  |                                                                  |                        | | |                                                                                           |                                                                                        |                                                                                        |                                                                                         |                                                                                         |                                                                                |                                                                                | | | |                                                                                                 |                                                                                                 |                                                      |                                                                                      |                                                                                      | | |                                                                                     | | |                                                                             |                                                                 |                                           |                                           |                                                                          |                                                                          |
|                                                                  |                                                                  |                        | | |                                                                                           |                                                                                        |                                                                                        |                                                                                         |                                                                                         |                                                                                |                                                                                | Gugliemo * 1614 † 1691 militare, cavaliere, capitano nelle milizie granducali, magistrato ⚭ Lucrezia del cavaliere Angelo Dazzi                                                              | Gugliemo * 1614 † 1691 militare, cavaliere, capitano nelle milizie granducali, magistrato ⚭ Lucrezia del cavaliere Angelo Dazzi                                                              | |                                                                                                 |                                                                                                 |                                                      |                                                                                      |                                                                                      | | |                                                                                     | | Pazzino nato il 13 marzo 1615 cavaliere dal 1658 ⚭ Teresa di Atto Arfaruoli                                        | Pazzino nato il 13 marzo 1615 cavaliere dal 1658 ⚭ Teresa di Atto Arfaruoli |                                                                 |                                           |                                           |                                                                          |                                                                          |
|                                                                  |                                                                  |                        | | |                                                                                           |                                                                                        |                                                                                        |                                                                                         |                                                                                         |                                                                                |                                                                                | | | |                                                                                                 |                                                                                                 |                                                      |                                                                                      |                                                                                      | | |                                                                                     | | |                                                                             |                                                                 |                                           |                                           |                                                                          |                                                                          |
|                                                                  |                                                                  |                        | | |                                                                                           |                                                                                        |                                                                                        |                                                                                         |                                                                                         |                                                                                |                                                                                | | | |                                                                                                 |                                                                                                 |                                                      |                                                                                      |                                                                                      | | |                                                                                     | | |                                                                             |                                                                 |                                           |                                           |                                                                          |                                                                          |
|                                                                  |                                                                  |                        | | |                                                                                           |                                                                                        | Maddalena † 17 gennaio 1746 monaca benedettina col nome di suor Maria Diomira          | Maddalena † 17 gennaio 1746 monaca benedettina col nome di suor Maria Diomira           | Guglielmo abate                                                                         | Guglielmo abate                                                                | Antonio † 20 gennaio 1720 vestiva abiti ecclesiastici per disimpegno           | Antonio † 20 gennaio 1720 vestiva abiti ecclesiastici per disimpegno | Angelo capitano nelle milizie toscane | Angelo capitano nelle milizie toscane                                                                                | Francesco * 8 ottobre 1649 † 13 ottobre 1719 cavaliere e magistrato ⚭ Teresa di Luigi Scarlatti | Francesco * 8 ottobre 1649 † 13 ottobre 1719 cavaliere e magistrato ⚭ Teresa di Luigi Scarlatti | Filippo canonico                                     | Filippo canonico                                                                     | Atto Felice * 10 marzo 1662 † 24 maggio 1722 cavaliere                               | Atto Felice * 10 marzo 1662 † 24 maggio 1722 cavaliere | Maddalena † 13 dicembre 1711 ⚭ Carlo del cavaliere Lorenzo Bonsi | Maddalena † 13 dicembre 1711 ⚭ Carlo del cavaliere Lorenzo Bonsi                    | Cosimo Ventura cavaliere e paggio magistrale, morì in gioventù                                                     | Cosimo Ventura cavaliere e paggio magistrale, morì in gioventù                                                     | Camillo Ignazio cavaliere e paggio magistrale, morì in gioventù             | Camillo Ignazio cavaliere e paggio magistrale, morì in gioventù | Francesca ⚭ cavaliere Lodovico Bocchineri | Francesca ⚭ cavaliere Lodovico Bocchineri | Pietro Romolo † 29 febbraio 1729 (ultimo dei fratelli) frate e cavaliere | Pietro Romolo † 29 febbraio 1729 (ultimo dei fratelli) frate e cavaliere |
|                                                                  |                                                                  |                        | | |                                                                                           |                                                                                        |                                                                                        |                                                                                         |                                                                                         |                                                                                |                                                                                | | | |                                                                                                 |                                                                                                 |                                                      |                                                                                      |                                                                                      | | |                                                                                     | | |                                                                             |                                                                 |                                           |                                           |                                                                          |                                                                          |
|                                                                  |                                                                  |                        | | |                                                                                           |                                                                                        |                                                                                        |                                                                                         |                                                                                         |                                                                                |                                                                                | | | |                                                                                                 |                                                                                                 |                                                      |                                                                                      |                                                                                      | | |                                                                                     | | |                                                                             |                                                                 |                                           |                                           |                                                                          |                                                                          |
|                                                                  |                                                                  |                        | | |                                                                                           |                                                                                        | Andrea Pazzino * 1705 † 1748 canonico e cavaliere                                      | Andrea Pazzino * 1705 † 1748 canonico e cavaliere                                       | Maddalena Camilla * 1700 † 1700                                                         | Maddalena Camilla * 1700 † 1700                                                | Anna Maria nata nel 1710 e morta in fasce                                      | Anna Maria nata nel 1710 e morta in fasce | Gian Cosimo * 4 settembre 1706 † 12 novembre 1773 cavaliere e commendatore ⚭ Camilla del senatore Ascanio Samminiati                                                                         | Gian Cosimo * 4 settembre 1706 † 12 novembre 1773 cavaliere e commendatore ⚭ Camilla del senatore Ascanio Samminiati | Angelo * 1712 † 1743 canonico                                                                   | Angelo * 1712 † 1743 canonico                                                                   | Alessandro Taddeo * 1698 † 1720 cavaliere            | Alessandro Taddeo * 1698 † 1720 cavaliere                                            | Luigi * 5 luglio 1699 † 10 aprile 1770                                               | Luigi * 5 luglio 1699 † 10 aprile 1770 | Maria Maddalena nata nel 1702, monaca benedettina col nome di suor Maddalena Teresa                                                                                   | Maria Maddalena nata nel 1702, monaca benedettina col nome di suor Maddalena Teresa | Cecilia nata nel 1711, damigella di corte, monaca benedettina e badessa col nome di suor Teresa Beatrice Maddalena | Cecilia nata nel 1711, damigella di corte, monaca benedettina e badessa col nome di suor Teresa Beatrice Maddalena |                                                                             |                                                                 |                                           |                                           |                                                                          |                                                                          |
|                                                                  |                                                                  |                        | | |                                                                                           |                                                                                        |                                                                                        |                                                                                         |                                                                                         |                                                                                |                                                                                | | | |                                                                                                 |                                                                                                 |                                                      |                                                                                      |                                                                                      | | |                                                                                     | | |                                                                             |                                                                 |                                           |                                           |                                                                          |                                                                          |
|                                                                  |                                                                  |                        | | |                                                                                           |                                                                                        |                                                                                        |                                                                                         |                                                                                         |                                                                                |                                                                                | | | |                                                                                                 |                                                                                                 |                                                      |                                                                                      |                                                                                      | | |                                                                                     | | |                                                                             |                                                                 |                                           |                                           |                                                                          |                                                                          |
|                                                                  |                                                                  |                        | | |                                                                                           |                                                                                        |                                                                                        |                                                                                         |                                                                                         | Andrea Pazzino * 18 settembre 1761 † 22 febbraio 1782 cavaliere gerosolomitano | Andrea Pazzino * 18 settembre 1761 † 22 febbraio 1782 cavaliere gerosolomitano | Francesco Alamanno * 13 settembre 1759 † 20 settembre 1821 cavaliere e commendatore, poi altri incarichi nei passaggi di potere della Toscana ⚭ Adriana del cavalier priore Gaetano Antinori | Francesco Alamanno * 13 settembre 1759 † 20 settembre 1821 cavaliere e commendatore, poi altri incarichi nei passaggi di potere della Toscana ⚭ Adriana del cavalier priore Gaetano Antinori | Maria Maddalena * 1754 † 1774                                                                                        | Maria Maddalena * 1754 † 1774                                                                   | Ascanio morto in fasce                                                                          | Ascanio morto in fasce                               |                                                                                      |                                                                                      | | |                                                                                     | | |                                                                             |                                                                 |                                           |                                           |                                                                          |                                                                          |
|                                                                  |                                                                  |                        | | |                                                                                           |                                                                                        |                                                                                        |                                                                                         |                                                                                         |                                                                                |                                                                                | | | |                                                                                                 |                                                                                                 |                                                      |                                                                                      |                                                                                      | | |                                                                                     | | |                                                                             |                                                                 |                                           |                                           |                                                                          |                                                                          |
|                                                                  |                                                                  |                        | | |                                                                                           |                                                                                        |                                                                                        |                                                                                         |                                                                                         |                                                                                |                                                                                | | | |                                                                                                 |                                                                                                 |                                                      |                                                                                      |                                                                                      | | |                                                                                     | | |                                                                             |                                                                 |                                           |                                           |                                                                          |                                                                          |
|                                                                  |                                                                  |                        | Girolamo * 15 luglio 1787 † 6 ottobre 1848 scudiero, barone dell'impero francese, cavaliere della Riunione ⚭ Marianna del cavaliere Francesco Spannocchi Piccolomini | Girolamo * 15 luglio 1787 † 6 ottobre 1848 scudiero, barone dell'impero francese, cavaliere della Riunione ⚭ Marianna del cavaliere Francesco Spannocchi Piccolomini |                                                                                           | Maddalena * 13 aprile 1776 † 5 dicembre 1838 ⚭ Giovanni di Giambattista Altoviti-Avila | Maddalena * 13 aprile 1776 † 5 dicembre 1838 ⚭ Giovanni di Giambattista Altoviti-Avila |                                                                                         | Gian Cosimo Amerigo nato il 4 aprile 1778 e morto in fasce                              | Gian Cosimo Amerigo nato il 4 aprile 1778 e morto in fasce                     |                                                                                | Gaetano Guglielmo * 15 febbraio 1782 † 12 gennaio 1820 militare ⚭ Eleonora del marchese Pietro Torrigiani                                                                                    | Gaetano Guglielmo * 15 febbraio 1782 † 12 gennaio 1820 militare ⚭ Eleonora del marchese Pietro Torrigiani                                                                                    | Cosimo * 9 giugno 1791 † 12 gennaio 1820 paggio magistrale e cavaliere                                               | Cosimo * 9 giugno 1791 † 12 gennaio 1820 paggio magistrale e cavaliere                          | Teresa * 1792 † 1838 ⚭ cavaliere Baldassarre Ansaldi                                            | Teresa * 1792 † 1838 ⚭ cavaliere Baldassarre Ansaldi | Caterina * 4 aprile 1786 † 1774 ⚭ marchese Francesco di Francesco Medici-Tornaquinci | Caterina * 4 aprile 1786 † 1774 ⚭ marchese Francesco di Francesco Medici-Tornaquinci | Camilla * 3 marzo 1784 † 7 maggio 1812 la notte di nozze non consumò e scappò con l'amante, che sposò in seconde nozze ⚭ conte Pietro Bardi ⚭ capitano Maurizio Blanc | Camilla * 3 marzo 1784 † 7 maggio 1812 la notte di nozze non consumò e scappò con l'amante, che sposò in seconde nozze ⚭ conte Pietro Bardi ⚭ capitano Maurizio Blanc | Gaetano Pazzino nato il 2 gennaio 1780 e morto in fasce                             | Gaetano Pazzino nato il 2 gennaio 1780 e morto in fasce                                                            | |                                                                             |                                                                 |                                           |                                           |                                                                          |                                                                          |
|                                                                  |                                                                  |                        | | |                                                                                           |                                                                                        |                                                                                        |                                                                                         |                                                                                         |                                                                                |                                                                                | | | |                                                                                                 |                                                                                                 |                                                      |                                                                                      |                                                                                      | | |                                                                                     | | |                                                                             |                                                                 |                                           |                                           |                                                                          |                                                                          |
|                                                                  |                                                                  |                        | | |                                                                                           |                                                                                        |                                                                                        |                                                                                         |                                                                                         |                                                                                |                                                                                | | | |                                                                                                 |                                                                                                 |                                                      |                                                                                      |                                                                                      | | |                                                                                     | | |                                                                             |                                                                 |                                           |                                           |                                                                          |                                                                          |
| Bianca nata il 5 settembre 1822 ⚭ conte Raffaele Vinci-Gigliucci | Bianca nata il 5 settembre 1822 ⚭ conte Raffaele Vinci-Gigliucci | Caterina * 1824 † 1831 | Caterina * 1824 † 1831 | Guglielmo nato il 20 febbraio 1827 magistrato ⚭ Elisabetta di Gaetano Guglielmo de' Pazzi                                                                            | Guglielmo nato il 20 febbraio 1827 magistrato ⚭ Elisabetta di Gaetano Guglielmo de' Pazzi | Laura * 1829 † 1850                                                                    | Laura * 1829 † 1850                                                                    | Maria Maddalena nata il 17 marzo 1823 dama di corte nel 1846 ⚭ cavaliere Girolamo Rossi | Maria Maddalena nata il 17 marzo 1823 dama di corte nel 1846 ⚭ cavaliere Girolamo Rossi | Vittoria nata l'11 febbraio 1825 ⚭ cavaliere Giovanni Settimanni               | Vittoria nata l'11 febbraio 1825 ⚭ cavaliere Giovanni Settimanni               | Adriana * 4 febbraio 1826 † 20 luglio 1843 | Adriana * 4 febbraio 1826 † 20 luglio 1843 | Elisabetta nata il 29 giugno 1829 ⚭ Guglielmo di Girolamo di Francesco Alamanno de' Pazzi                            | Elisabetta nata il 29 giugno 1829 ⚭ Guglielmo di Girolamo di Francesco Alamanno de' Pazzi       | Ida nata nel 1830 ⚭ cavaliere priore Ubaldo Maggi                                               | Ida nata nel 1830 ⚭ cavaliere priore Ubaldo Maggi    |                                                                                      |                                                                                      | | |                                                                                     | | |                                                                             |                                                                 |                                           |                                           |                                                                          |                                                                          |
|                                                                  |                                                                  |                        | | |                                                                                           |                                                                                        |                                                                                        |                                                                                         |                                                                                         |                                                                                |                                                                                | | | |                                                                                                 |                                                                                                 |                                                      |                                                                                      |                                                                                      | | |                                                                                     | | |                                                                             |                                                                 |                                           |                                           |                                                                          |                                                                          |
|                                                                  |                                                                  |                        | | |                                                                                           |                                                                                        |                                                                                        |                                                                                         |                                                                                         |                                                                                |                                                                                | | | |                                                                                                 |                                                                                                 |                                                      |                                                                                      |                                                                                      | | |                                                                                     | | |                                                                             |                                                                 |                                           |                                           |                                                                          |                                                                          |
|                                                                  |                                                                  |                        | Francesco nato il 1º giugno 1850 | Francesco nato il 1º giugno 1850 | Pazzino Girolamo nato il 28 settembre 1848                                                | Pazzino Girolamo nato il 28 settembre 1848                                             |                                                                                        |                                                                                         |                                                                                         |                                                                                |                                                                                | | | |                                                                                                 |                                                                                                 |                                                      |                                                                                      |                                                                                      | | |                                                                                     | | |                                                                             |                                                                 |                                           |                                           |                                                                          |                                                                          |

## Ramo di Uguccione di Ranieri di Pazzo
Fonte:
|                                                        |                                                        |                              |                              |                                           |                                           |                                                    |                                                    |                                  |                                  |                                                             |                                                             |                                   |                                   |
|                                                        |                                                        |                              |                              |                                           |                                           | · Linea originaria                                 |                                                    |                                  |                                  |                                                             |                                                             |                                   |                                   |
|                                                        |                                                        |                              |                              |                                           |                                           |                                                    |                                                    |                                  |                                  |                                                             |                                                             |                                   |                                   |
|                                                        |                                                        |                              |                              |                                           |                                           |                                                    |                                                    |                                  |                                  |                                                             |                                                             |                                   |                                   |
|                                                        |                                                        |                              |                              |                                           |                                           | Uguccione                                          |                                                    |                                  |                                  |                                                             |                                                             |                                   |                                   |
|                                                        |                                                        |                              |                              |                                           |                                           |                                                    |                                                    |                                  |                                  |                                                             |                                                             |                                   |                                   |
|                                                        |                                                        |                              |                              |                                           |                                           |                                                    |                                                    |                                  |                                  |                                                             |                                                             |                                   |                                   |
| Ghinozzo ⚭ Jacopa di Aldobrandino di Ottobuono Bonacci | Ghinozzo ⚭ Jacopa di Aldobrandino di Ottobuono Bonacci | Cherico, detto "il Vecchio"  | Cherico, detto "il Vecchio"  |                                           |                                           | Giacchinotto cavaliere aurato guelfo e consigliere | Giacchinotto cavaliere aurato guelfo e consigliere |                                  |                                  | Pazzo gran caporione della fazione guelfa e militare aurato | Pazzo gran caporione della fazione guelfa e militare aurato | Littifredi                        | Littifredi                        |
|                                                        |                                                        |                              |                              |                                           |                                           |                                                    |                                                    |                                  |                                  |                                                             |                                                             |                                   |                                   |
|                                                        |                                                        |                              |                              |                                           |                                           |                                                    |                                                    |                                  |                                  |                                                             |                                                             |                                   |                                   |
| Adimaro omicida e ribelle                              | Adimaro omicida e ribelle                              | Ramo di Cherico il Vecchio · | Ramo di Cherico il Vecchio · | Cherico ⚭ Maddalena di Stoldo Frescobaldi | Cherico ⚭ Maddalena di Stoldo Frescobaldi | Antonio militare e capitano                        | Antonio militare e capitano                        | Lisa ⚭ Ruggero di Uberto Adimari | Lisa ⚭ Ruggero di Uberto Adimari | Ramo di Pazzo di Uguccione ·                                | Ramo di Pazzo di Uguccione ·                                | Ramo di Littifredi di Uguccione · | Ramo di Littifredi di Uguccione · |
|                                                        |                                                        |                              |                              |                                           |                                           |                                                    |                                                    |                                  |                                  |                                                             |                                                             |                                   |                                   |
|                                                        |                                                        |                              |                              |                                           |                                           |                                                    |                                                    |                                  |                                  |                                                             |                                                             |                                   |                                   |
|                                                        |                                                        |                              |                              |                                           |                                           | Lodovico castellano, ufficiale e capitano          |                                                    |                                  |                                  |                                                             |                                                             |                                   |                                   |

### Ramo di Cherico il Vecchio
Questo ramo si estinse nel 1609. Fonte:
|                                                                    |                                                                    |                                              |                                              |                                                     |                                                     | | |                                                                                            |                                                                                                 | | | | |                                                                                       |                                                                                       |                                                  |                                                  |                                 |                                                                                        |                                                                                        |                                |
|                                                                    |                                                                    |                                              |                                              |                                                     |                                                     | | |                                                                                            |                                                                                                 | | | | | · Ramo di Uguccione di Ranieri di Pazzo                                               |                                                                                       |                                                  |                                                  |                                 |                                                                                        |                                                                                        |                                |
|                                                                    |                                                                    |                                              |                                              |                                                     |                                                     | | |                                                                                            |                                                                                                 | | | | |                                                                                       |                                                                                       |                                                  |                                                  |                                 |                                                                                        |                                                                                        |                                |
|                                                                    |                                                                    |                                              |                                              |                                                     |                                                     | | |                                                                                            |                                                                                                 | | | | |                                                                                       |                                                                                       |                                                  |                                                  |                                 |                                                                                        |                                                                                        |                                |
|                                                                    |                                                                    |                                              |                                              |                                                     |                                                     | | |                                                                                            |                                                                                                 | | | | | Cherico, detto "il Vecchio" cavaliere e magistrato                                    |                                                                                       |                                                  |                                                  |                                 |                                                                                        |                                                                                        |                                |
|                                                                    |                                                                    |                                              |                                              |                                                     |                                                     | | |                                                                                            |                                                                                                 | | | | |                                                                                       |                                                                                       |                                                  |                                                  |                                 |                                                                                        |                                                                                        |                                |
|                                                                    |                                                                    |                                              |                                              |                                                     |                                                     | | |                                                                                            |                                                                                                 | | | | |                                                                                       |                                                                                       |                                                  |                                                  |                                 |                                                                                        |                                                                                        |                                |
|                                                                    |                                                                    |                                              |                                              |                                                     |                                                     | | |                                                                                            |                                                                                                 | | | | | Simone                                                                                |                                                                                       |                                                  |                                                  |                                 |                                                                                        |                                                                                        |                                |
|                                                                    |                                                                    |                                              |                                              |                                                     |                                                     | | |                                                                                            |                                                                                                 | | | | |                                                                                       |                                                                                       |                                                  |                                                  |                                 |                                                                                        |                                                                                        |                                |
|                                                                    |                                                                    |                                              |                                              |                                                     |                                                     | | |                                                                                            |                                                                                                 | | | | |                                                                                       |                                                                                       |                                                  |                                                  |                                 |                                                                                        |                                                                                        |                                |
|                                                                    |                                                                    |                                              |                                              |                                                     |                                                     | | |                                                                                            | Accorri                                                                                         | Accorri | | | |                                                                                       |                                                                                       |                                                  |                                                  |                                 | Simone militare, cavaliere e magistrato ⚭ Beatrice di Guido Guidi, conte di Battifolle | Simone militare, cavaliere e magistrato ⚭ Beatrice di Guido Guidi, conte di Battifolle |                                |
|                                                                    |                                                                    |                                              |                                              |                                                     |                                                     | | |                                                                                            |                                                                                                 | | | | |                                                                                       |                                                                                       |                                                  |                                                  |                                 |                                                                                        |                                                                                        |                                |
|                                                                    |                                                                    |                                              |                                              |                                                     |                                                     | | |                                                                                            |                                                                                                 | | | | |                                                                                       |                                                                                       |                                                  |                                                  |                                 |                                                                                        |                                                                                        |                                |
|                                                                    |                                                                    | Cherico castellano                           | Cherico castellano                           | Riccarda ⚭ Ricupero di Guglielmo da San Miniato     | Riccarda ⚭ Ricupero di Guglielmo da San Miniato     | Simone † 1379 magistrato, cambiò cognome in Accorri ⚭ Piera di Giovanni Covoni ⚭ Giana di Francesco di Corso Adimari | Simone † 1379 magistrato, cambiò cognome in Accorri ⚭ Piera di Giovanni Covoni ⚭ Giana di Francesco di Corso Adimari | Ranieri                                                                                    | Ranieri                                                                                         | Lapa ⚭ Giovanni da Scandicci ⚭ Cambino Boscoli                                                                                    | Lapa ⚭ Giovanni da Scandicci ⚭ Cambino Boscoli                                                                                    | Ghita ⚭ Benedetto Capitani                                                                                            | Ghita ⚭ Benedetto Capitani                                                                                            | Giovanna ⚭ Filippo di Conte Scali                                                     | Giovanna ⚭ Filippo di Conte Scali                                                     | Giovanni cavaliere gerosolomitano e commendatore | Giovanni cavaliere gerosolomitano e commendatore | Michele morto di peste nel 1348 | Michele morto di peste nel 1348                                                        | Jacopo morto di peste nel 1348                                                         | Jacopo morto di peste nel 1348 |
|                                                                    |                                                                    |                                              |                                              |                                                     |                                                     | | |                                                                                            |                                                                                                 | | | | |                                                                                       |                                                                                       |                                                  |                                                  |                                 |                                                                                        |                                                                                        |                                |
|                                                                    |                                                                    |                                              |                                              |                                                     |                                                     | | |                                                                                            |                                                                                                 | | | | |                                                                                       |                                                                                       |                                                  |                                                  |                                 |                                                                                        |                                                                                        |                                |
|                                                                    |                                                                    |                                              |                                              | Nicolosa ⚭ Gianozzo di Tommaso di Carroccio Alberti | Nicolosa ⚭ Gianozzo di Tommaso di Carroccio Alberti | Antonio podestà e membro della balía ⚭ Giovanna di Jacopo Arrighi ⚭ Ermellina di Bartolomeo Catellini da Castiglione | Antonio podestà e membro della balía ⚭ Giovanna di Jacopo Arrighi ⚭ Ermellina di Bartolomeo Catellini da Castiglione | Uberto                                                                                     | Uberto                                                                                          | | | | |                                                                                       |                                                                                       |                                                  |                                                  |                                 |                                                                                        |                                                                                        |                                |
|                                                                    |                                                                    |                                              |                                              |                                                     |                                                     | | |                                                                                            |                                                                                                 | | | | |                                                                                       |                                                                                       |                                                  |                                                  |                                 |                                                                                        |                                                                                        |                                |
|                                                                    |                                                                    |                                              |                                              |                                                     |                                                     | | |                                                                                            |                                                                                                 | | | | |                                                                                       |                                                                                       |                                                  |                                                  |                                 |                                                                                        |                                                                                        |                                |
|                                                                    |                                                                    |                                              |                                              | ⬤ Jacopo ⚭ Teodora di Pietro di Leopoldo de' Pazzi  | ⬤ Jacopo ⚭ Teodora di Pietro di Leopoldo de' Pazzi  | Accorri risiedette in Avignone sotto papa Eugenio IV                                                                 | Accorri risiedette in Avignone sotto papa Eugenio IV                                                                 |                                                                                            | ⬤ Matteo nacque il 12 marzo 1414, ritornò al cognome Pazzi ⚭ Margherita di Bartolomeo Del Vigna | ⬤ Matteo nacque il 12 marzo 1414, ritornò al cognome Pazzi ⚭ Margherita di Bartolomeo Del Vigna                                   | | | |                                                                                       |                                                                                       |                                                  |                                                  |                                 |                                                                                        |                                                                                        |                                |
|                                                                    |                                                                    |                                              |                                              |                                                     |                                                     | | |                                                                                            |                                                                                                 | | | | |                                                                                       |                                                                                       |                                                  |                                                  |                                 |                                                                                        |                                                                                        |                                |
|                                                                    |                                                                    |                                              |                                              |                                                     |                                                     | | |                                                                                            |                                                                                                 | | | | |                                                                                       |                                                                                       |                                                  |                                                  |                                 |                                                                                        |                                                                                        |                                |
|                                                                    |                                                                    | Caterina ⚭ Luigi di Giovanni Guicciardini    | Caterina ⚭ Luigi di Giovanni Guicciardini    | Lisetta ⚭ Alamanno di Leopoldo de' Pazzi            | Lisetta ⚭ Alamanno di Leopoldo de' Pazzi            | Maddalena ⚭ Rinaldo di Oddo Altoviti                                                                                 | Maddalena ⚭ Rinaldo di Oddo Altoviti                                                                                 | Antonio ⚭ Oretta di Luca Ranieri ⚭ Dianora di Andrea de' Pazzi ⚭ Dianora di Pietro Peruzzi | Antonio ⚭ Oretta di Luca Ranieri ⚭ Dianora di Andrea de' Pazzi ⚭ Dianora di Pietro Peruzzi      | Nannina ⚭ Leonardo di Giovanni Del Caccia                                                                                         | Nannina ⚭ Leonardo di Giovanni Del Caccia                                                                                         | | |                                                                                       |                                                                                       |                                                  |                                                  |                                 |                                                                                        |                                                                                        |                                |
|                                                                    |                                                                    |                                              |                                              |                                                     |                                                     | | |                                                                                            |                                                                                                 | | | | |                                                                                       |                                                                                       |                                                  |                                                  |                                 |                                                                                        |                                                                                        |                                |
|                                                                    |                                                                    |                                              |                                              |                                                     |                                                     | | |                                                                                            |                                                                                                 | | | | |                                                                                       |                                                                                       |                                                  |                                                  |                                 |                                                                                        |                                                                                        |                                |
| ⬤ Lucrezia nacque l'8 novembre 1488 e fu monaca come suor Speranza | ⬤ Lucrezia nacque l'8 novembre 1488 e fu monaca come suor Speranza | ⬤ Matteo nato nel 1497 e morto in tenera età | ⬤ Matteo nato nel 1497 e morto in tenera età | ⬤ Renato nato nel 1498 e morto fanciullo            | ⬤ Renato nato nel 1498 e morto fanciullo            | ⬤ Roberto nato il 19 gennaio 1499 e morto in tenera età                                                              | ⬤ Roberto nato il 19 gennaio 1499 e morto in tenera età                                                              | ⬤ Leonardo nato il 20 gennaio 1500 e morto in tenera età, gemello di Matteo                | ⬤ Leonardo nato il 20 gennaio 1500 e morto in tenera età, gemello di Matteo                     | ⬤ Matteo nato il 20 gennaio 1500 e morto in tenera età, gemello di Leonardo                                                       | ⬤ Matteo nato il 20 gennaio 1500 e morto in tenera età, gemello di Leonardo                                                       | ⬤ Matteo nacque il 26 gennaio 1504 e fu podestà ⚭ Lucrezia di Pietro Da Cepperello ⚭ Elisabetta di Pierfrancesco Gini | ⬤ Matteo nacque il 26 gennaio 1504 e fu podestà ⚭ Lucrezia di Pietro Da Cepperello ⚭ Elisabetta di Pierfrancesco Gini | ⬤ Andrea nato il 3 gennaio 1505, podestà e magistrato ⚭ Maddalena di Bernardo Bartoli | ⬤ Andrea nato il 3 gennaio 1505, podestà e magistrato ⚭ Maddalena di Bernardo Bartoli | ⬤ Oretta ⚭ Jacopo Castellini                     | ⬤ Oretta ⚭ Jacopo Castellini                     |                                 |                                                                                        |                                                                                        |                                |
|                                                                    |                                                                    |                                              |                                              |                                                     |                                                     | | |                                                                                            |                                                                                                 | | | | |                                                                                       |                                                                                       |                                                  |                                                  |                                 |                                                                                        |                                                                                        |                                |
|                                                                    |                                                                    |                                              |                                              |                                                     |                                                     | | |                                                                                            |                                                                                                 | | | | |                                                                                       |                                                                                       |                                                  |                                                  |                                 |                                                                                        |                                                                                        |                                |
|                                                                    |                                                                    |                                              |                                              |                                                     |                                                     | | |                                                                                            |                                                                                                 | Piero * 17 novembre 1539 † 5 novembre 1609 podestà e magistrato ⚭ ⚭ Lucrezia di Giovanni Pepi ⚭ Maddalena di Pietro Da Cepperello | Piero * 17 novembre 1539 † 5 novembre 1609 podestà e magistrato ⚭ ⚭ Lucrezia di Giovanni Pepi ⚭ Maddalena di Pietro Da Cepperello | Antonio morto in tenera età                                                                                           | Antonio morto in tenera età                                                                                           | Braccio morto giovinetto                                                              | Braccio morto giovinetto                                                              |                                                  |                                                  |                                 |                                                                                        |                                                                                        |                                |

### Ramo di Pazzo di Uguccione
Fonte:
|                                |                                |                                                     |                                                                                             |                                                                                             |          |                                          |                                                             |                                                   |                                                   |                           |           |                                                                    |                                                                                   |                                                                                   |                                    |
|                                |                                |                                                     |                                                                                             |                                                                                             |          |                                          | · Ramo di Uguccione di Ranieri di Pazzo                     |                                                   |                                                   |                           |           |                                                                    |                                                                                   |                                                                                   |                                    |
|                                |                                |                                                     |                                                                                             |                                                                                             |          |                                          |                                                             |                                                   |                                                   |                           |           |                                                                    |                                                                                   |                                                                                   |                                    |
|                                |                                |                                                     |                                                                                             |                                                                                             |          |                                          |                                                             |                                                   |                                                   |                           |           |                                                                    |                                                                                   |                                                                                   |                                    |
|                                |                                |                                                     |                                                                                             |                                                                                             |          |                                          | Pazzo gran caporione della fazione guelfa e militare aurato |                                                   |                                                   |                           |           |                                                                    |                                                                                   |                                                                                   |                                    |
|                                |                                |                                                     |                                                                                             |                                                                                             |          |                                          |                                                             |                                                   |                                                   |                           |           |                                                                    |                                                                                   |                                                                                   |                                    |
|                                |                                |                                                     |                                                                                             |                                                                                             |          |                                          |                                                             |                                                   |                                                   |                           |           |                                                                    |                                                                                   |                                                                                   |                                    |
|                                |                                |                                                     |                                                                                             |                                                                                             |          | Margherita ⚭ Bartolomea di Dino Compagni | Margherita ⚭ Bartolomea di Dino Compagni                    | Carlone cavaliere dello Speron d'Oro e castellano | Carlone cavaliere dello Speron d'Oro e castellano |                           |           |                                                                    |                                                                                   |                                                                                   |                                    |
|                                |                                |                                                     |                                                                                             |                                                                                             |          |                                          |                                                             |                                                   |                                                   |                           |           |                                                                    |                                                                                   |                                                                                   |                                    |
|                                |                                |                                                     |                                                                                             |                                                                                             |          |                                          |                                                             |                                                   |                                                   |                           |           |                                                                    |                                                                                   |                                                                                   |                                    |
|                                |                                |                                                     | Uguccione † ante 1362 ⚭ Piera di Bieco Peruzzi ⚭ Bartolomea di Pierozzo di Ghinga de' Pazzi | Uguccione † ante 1362 ⚭ Piera di Bieco Peruzzi ⚭ Bartolomea di Pierozzo di Ghinga de' Pazzi |          | Beltrame                                 | Beltrame                                                    |                                                   | Ghinozzo vivente nel 1309                         | Ghinozzo vivente nel 1309 | Giovanni  | Giovanni                                                           | Carlo † 1348 cavaliere aurato guelfo ⚭ Andreola di Ugolino di Bingeri Tornaquinci | Carlo † 1348 cavaliere aurato guelfo ⚭ Andreola di Ugolino di Bingeri Tornaquinci |                                    |
|                                |                                |                                                     |                                                                                             |                                                                                             |          |                                          |                                                             |                                                   |                                                   |                           |           |                                                                    |                                                                                   |                                                                                   |                                    |
|                                |                                |                                                     |                                                                                             |                                                                                             |          |                                          |                                                             |                                                   |                                                   |                           |           |                                                                    |                                                                                   |                                                                                   |                                    |
| Uguccione podestà e castellano | Uguccione podestà e castellano | Ghinozzo                                            | Ghinozzo                                                                                    | Lepre                                                                                       | Lepre    | Luigi ufficiale e podestà                | Luigi ufficiale e podestà                                   | Bartolomeo, detto "Fiore"                         | Bartolomeo, detto "Fiore"                         | Francesco                 | Francesco | Filippa ⚭ Tommaso di Pietro Strozzi ⚭ Benedetto di Nerozzo Alberti | Filippa ⚭ Tommaso di Pietro Strozzi ⚭ Benedetto di Nerozzo Alberti                | Andreola ⚭ Pietro di Leone Ridolfi                                                | Andreola ⚭ Pietro di Leone Ridolfi |
|                                |                                |                                                     |                                                                                             |                                                                                             |          |                                          |                                                             |                                                   |                                                   |                           |           |                                                                    |                                                                                   |                                                                                   |                                    |
|                                |                                |                                                     |                                                                                             |                                                                                             |          |                                          |                                                             |                                                   |                                                   |                           |           |                                                                    |                                                                                   |                                                                                   |                                    |
|                                |                                | Ramo di Ghinozzo di Uguccione di Carlone di Pazzo · | Ramo di Ghinozzo di Uguccione di Carlone di Pazzo ·                                         |                                                                                             |          | Ranieri oratore                          | Ranieri oratore                                             |                                                   | Ghinozzo                                          | Ghinozzo                  | Mori      | Mori                                                               |                                                                                   |                                                                                   |                                    |
|                                |                                |                                                     |                                                                                             |                                                                                             |          |                                          |                                                             |                                                   |                                                   |                           |           |                                                                    |                                                                                   |                                                                                   |                                    |
|                                |                                |                                                     |                                                                                             |                                                                                             |          |                                          |                                                             |                                                   |                                                   |                           |           |                                                                    |                                                                                   |                                                                                   |                                    |
|                                |                                |                                                     |                                                                                             | Giovanni                                                                                    | Giovanni | Rinaldo                                  | Rinaldo                                                     | Luigi                                             | Luigi                                             |                           |           |                                                                    |                                                                                   |                                                                                   |                                    |

### Ramo di Littifredi di Uguccione
Fonte:
|                              |                              |                                          |                                          |                                           |                                           |                                                                                              |                                                                                              | | |                                                              |                                                              |                                             |                                                                             |                                                                                                   |                                                                                                   |                                                  |                                                  |                           |                                              | | |                                         |                                         |                                   |                                   |
|                              |                              |                                          |                                          |                                           |                                           |                                                                                              |                                                                                              | | |                                                              |                                                              |                                             |                                                                             | · Ramo di Uguccione di Ranieri di Pazzo                                                           |                                                                                                   |                                                  |                                                  |                           |                                              | | |                                         |                                         |                                   |                                   |
|                              |                              |                                          |                                          |                                           |                                           |                                                                                              |                                                                                              | | |                                                              |                                                              |                                             |                                                                             |                                                                                                   |                                                                                                   |                                                  |                                                  |                           |                                              | | |                                         |                                         |                                   |                                   |
|                              |                              |                                          |                                          |                                           |                                           |                                                                                              |                                                                                              | | |                                                              |                                                              |                                             |                                                                             |                                                                                                   |                                                                                                   |                                                  |                                                  |                           |                                              | | |                                         |                                         |                                   |                                   |
|                              |                              |                                          |                                          |                                           |                                           |                                                                                              |                                                                                              | | |                                                              |                                                              |                                             |                                                                             | Littifredi                                                                                        |                                                                                                   |                                                  |                                                  |                           |                                              | | |                                         |                                         |                                   |                                   |
|                              |                              |                                          |                                          |                                           |                                           |                                                                                              |                                                                                              | | |                                                              |                                                              |                                             |                                                                             |                                                                                                   |                                                                                                   |                                                  |                                                  |                           |                                              | | |                                         |                                         |                                   |                                   |
|                              |                              |                                          |                                          |                                           |                                           |                                                                                              |                                                                                              | | |                                                              |                                                              |                                             |                                                                             |                                                                                                   |                                                                                                   |                                                  |                                                  |                           |                                              | | |                                         |                                         |                                   |                                   |
|                              |                              |                                          |                                          |                                           |                                           |                                                                                              |                                                                                              | | Lapo † ante 1311 ⚭ Itta | Lapo † ante 1311 ⚭ Itta                                      |                                                              |                                             |                                                                             |                                                                                                   |                                                                                                   |                                                  |                                                  |                           |                                              | Giovanni, detto "il Dolce" magistrato e capitano                                                      | Giovanni, detto "il Dolce" magistrato e capitano                                                      |                                         |                                         |                                   |                                   |
|                              |                              |                                          |                                          |                                           |                                           |                                                                                              |                                                                                              | | |                                                              |                                                              |                                             |                                                                             |                                                                                                   |                                                                                                   |                                                  |                                                  |                           |                                              | | |                                         |                                         |                                   |                                   |
|                              |                              |                                          |                                          |                                           |                                           |                                                                                              |                                                                                              | | |                                                              |                                                              |                                             |                                                                             |                                                                                                   |                                                                                                   |                                                  |                                                  |                           |                                              | | |                                         |                                         |                                   |                                   |
|                              |                              |                                          |                                          | Lapa ⚭ Meghino Magaldi                    | Lapa ⚭ Meghino Magaldi                    | Bartolomeo ⚭ Orsa di Lapo di Jacopo de' Bardi                                                | Bartolomeo ⚭ Orsa di Lapo di Jacopo de' Bardi                                                | | | Giustina monaca e badessa del monastero di San Pier Maggiore | Giustina monaca e badessa del monastero di San Pier Maggiore |                                             |                                                                             | Bindo ribelle e congiurato ⚭ Stefana di Ridolfo di Malpiglio Ciccioni                             | Bindo ribelle e congiurato ⚭ Stefana di Ridolfo di Malpiglio Ciccioni                             | Ubaldino castellano e podestà                    | Ubaldino castellano e podestà                    | Francesco                 | Francesco                                    | Jacopo, detto "Pazzino" militare                                                                      | Jacopo, detto "Pazzino" militare                                                                      | Pietro                                  | Pietro                                  | Bice ⚭ Francesco di Palla Strozzi | Bice ⚭ Francesco di Palla Strozzi |
|                              |                              |                                          |                                          |                                           |                                           |                                                                                              |                                                                                              | | |                                                              |                                                              |                                             |                                                                             |                                                                                                   |                                                                                                   |                                                  |                                                  |                           |                                              | | |                                         |                                         |                                   |                                   |
|                              |                              |                                          |                                          |                                           |                                           |                                                                                              |                                                                                              | | |                                                              |                                                              |                                             |                                                                             |                                                                                                   |                                                                                                   |                                                  |                                                  |                           |                                              | | |                                         |                                         |                                   |                                   |
|                              |                              |                                          |                                          |                                           |                                           | Beltrame ribelle e congiurato, anche consigliere e castellano ⚭ Isabella di Simone Quaratesi | Beltrame ribelle e congiurato, anche consigliere e castellano ⚭ Isabella di Simone Quaratesi | | |                                                              |                                                              | Benedetto                                   | Benedetto                                                                   | Andreuzzo, detto "Drudetto" † 1383 castellano e podestà ⚭ Costanza di Andrea di Filippo de' Bardi | Andreuzzo, detto "Drudetto" † 1383 castellano e podestà ⚭ Costanza di Andrea di Filippo de' Bardi | Sigismonda ⚭ Berta di Lapaccino di Catello Nerli | Sigismonda ⚭ Berta di Lapaccino di Catello Nerli | Lena ⚭ Doffo da Volognano | Lena ⚭ Doffo da Volognano                    | Giovanni militare, podestà e castellano ⚭ Costanza di Andrea de' Bardi ⚭ Nicolaia di Geri Machiavelli | Giovanni militare, podestà e castellano ⚭ Costanza di Andrea de' Bardi ⚭ Nicolaia di Geri Machiavelli | Diana ⚭ Andrea Catellini da Castiglione | Diana ⚭ Andrea Catellini da Castiglione |                                   |                                   |
|                              |                              |                                          |                                          |                                           |                                           |                                                                                              |                                                                                              | | |                                                              |                                                              |                                             |                                                                             |                                                                                                   |                                                                                                   |                                                  |                                                  |                           |                                              | | |                                         |                                         |                                   |                                   |
|                              |                              |                                          |                                          |                                           |                                           |                                                                                              |                                                                                              | | |                                                              |                                                              |                                             |                                                                             |                                                                                                   |                                                                                                   |                                                  |                                                  |                           |                                              | | |                                         |                                         |                                   |                                   |
| Orsola ⚭ Bernardo Rimbaldesi | Orsola ⚭ Bernardo Rimbaldesi | Riccarda ⚭ Luigi di Antonio Aldobrandini | Riccarda ⚭ Luigi di Antonio Aldobrandini | Gismonda ⚭ Lorenzo di Francesco Benvenuti | Gismonda ⚭ Lorenzo di Francesco Benvenuti | Gentile ⚭ Valorino Cuirianni, detto "Porcello"                                               | Gentile ⚭ Valorino Cuirianni, detto "Porcello"                                               | Bartolomeo magistrato ⚭ Vittoria di Francesco Giambullari ⚭ Brigida di Niccolò Manetti ⚭ Ghinga di Bernardo di Giovanni Tosinghi | Bartolomeo magistrato ⚭ Vittoria di Francesco Giambullari ⚭ Brigida di Niccolò Manetti ⚭ Ghinga di Bernardo di Giovanni Tosinghi | Giovanna                                                     | Giovanna                                                     | Orsa ⚭ Gianzaffiro Guidi, conte di Porciano | Orsa ⚭ Gianzaffiro Guidi, conte di Porciano                                 | Stefana ⚭ Amerigo di Apardo Donati ⚭ Lotto di Agnolo Lotti                                        | Stefana ⚭ Amerigo di Apardo Donati ⚭ Lotto di Agnolo Lotti                                        |                                                  |                                                  |                           | Pietro † 1406 ⚭ Nannina di Gherardo Risaliti | Pietro † 1406 ⚭ Nannina di Gherardo Risaliti                                                          | Tommasa ⚭ Antonio di Gioietta Ubaldini                                                                | Tommasa ⚭ Antonio di Gioietta Ubaldini  |                                         |                                   |                                   |
|                              |                              |                                          |                                          |                                           |                                           |                                                                                              |                                                                                              | | |                                                              |                                                              |                                             |                                                                             |                                                                                                   |                                                                                                   |                                                  |                                                  |                           |                                              | | |                                         |                                         |                                   |                                   |
|                              |                              |                                          |                                          |                                           |                                           |                                                                                              |                                                                                              | | |                                                              |                                                              |                                             |                                                                             |                                                                                                   |                                                                                                   |                                                  |                                                  |                           |                                              | | |                                         |                                         |                                   |                                   |
|                              |                              |                                          | Enea podestà e camerlengo                | Enea podestà e camerlengo                 | Scipione consigliere                      | Scipione consigliere                                                                         | Antonio podestà                                                                              | Antonio podestà | Giacopo | Giacopo                                                      | Domenico canonico di Firenze nel 1427                        | Domenico canonico di Firenze nel 1427       | Elisabetta † 1430 ⚭ Marco di Jacopo Bonafede ⚭ Tommaso di Federico Sassetti | Elisabetta † 1430 ⚭ Marco di Jacopo Bonafede ⚭ Tommaso di Federico Sassetti                       |                                                                                                   |                                                  | Giovanni                                         | Giovanni                  | Jacopo vivente nel 1467                      | Jacopo vivente nel 1467                                                                               | Dolce                                                                                                 | Dolce                                   |                                         |                                   |                                   |
|                              |                              |                                          |                                          |                                           |                                           |                                                                                              |                                                                                              | | |                                                              |                                                              |                                             |                                                                             |                                                                                                   |                                                                                                   |                                                  |                                                  |                           |                                              | | |                                         |                                         |                                   |                                   |
|                              |                              |                                          |                                          |                                           |                                           |                                                                                              |                                                                                              | | |                                                              |                                                              |                                             |                                                                             |                                                                                                   |                                                                                                   |                                                  |                                                  |                           |                                              | | |                                         |                                         |                                   |                                   |
|                              |                              |                                          |                                          |                                           |                                           |                                                                                              |                                                                                              | | |                                                              |                                                              |                                             |                                                                             |                                                                                                   |                                                                                                   |                                                  |                                                  |                           | Nanna ⚭ Gheruccio Gherucci                   | | |                                         |                                         |                                   |                                   |

### Ramo di Ghinozzo di Uguccione di Carlone di Pazzo
Questo ramo si estinse nel 1700. Fonte:
|                                            |                                            | | |                                                                    |                                                                    |                             |                                                                                        |                                                                                        |                                 |                       |                       |  | |                                                          |  |  |                                                                            |                                                                            |                                                                                   |                                                                                   |                                                   |                                                   |                                                        |                                                                                                  |                                                                                                  | | |                                      |                                      |                                          |                                          | | |                                                                                              |                                                                                              |                                                                                           |                                                                                 |                                                                                         |                                                                                         | | |                                                                                  |                                                                                  |                                         |                                                        |                                                        |                                                                                     | | |                                                                              |                                                        |                        |                                                                                       |                                                                                       |
|                                            |                                            | | |                                                                    |                                                                    |                             |                                                                                        |                                                                                        |                                 |                       |                       |  | · Ramo di Pazzo di Uguccione                                                                           |                                                          |  |  |                                                                            |                                                                            |                                                                                   |                                                                                   |                                                   |                                                   |                                                        |                                                                                                  |                                                                                                  | | |                                      |                                      |                                          |                                          | | |                                                                                              |                                                                                              |                                                                                           |                                                                                 |                                                                                         |                                                                                         | | |                                                                                  |                                                                                  |                                         |                                                        |                                                        |                                                                                     | | |                                                                              |                                                        |                        |                                                                                       |                                                                                       |
|                                            |                                            | | |                                                                    |                                                                    |                             |                                                                                        |                                                                                        |                                 |                       |                       |  | |                                                          |  |  |                                                                            |                                                                            |                                                                                   |                                                                                   |                                                   |                                                   |                                                        |                                                                                                  |                                                                                                  | | |                                      |                                      |                                          |                                          | | |                                                                                              |                                                                                              |                                                                                           |                                                                                 |                                                                                         |                                                                                         | | |                                                                                  |                                                                                  |                                         |                                                        |                                                        |                                                                                     | | |                                                                              |                                                        |                        |                                                                                       |                                                                                       |
|                                            |                                            | | |                                                                    |                                                                    |                             |                                                                                        |                                                                                        |                                 |                       |                       |  | |                                                          |  |  |                                                                            |                                                                            |                                                                                   |                                                                                   |                                                   |                                                   |                                                        |                                                                                                  |                                                                                                  | | |                                      |                                      |                                          |                                          | | |                                                                                              |                                                                                              |                                                                                           |                                                                                 |                                                                                         |                                                                                         | | |                                                                                  |                                                                                  |                                         |                                                        |                                                        |                                                                                     | | |                                                                              |                                                        |                        |                                                                                       |                                                                                       |
|                                            |                                            | | |                                                                    |                                                                    |                             |                                                                                        |                                                                                        |                                 |                       |                       |  | Ghinozzo † ante 1380 magistrato, podestà, ufficiale, consigliere ⚭ Sandra di Bonaiuto Lamberti ⚭ Lagia |                                                          |  |  |                                                                            |                                                                            |                                                                                   |                                                                                   |                                                   |                                                   |                                                        |                                                                                                  |                                                                                                  | | |                                      |                                      |                                          |                                          | | |                                                                                              |                                                                                              |                                                                                           |                                                                                 |                                                                                         |                                                                                         | | |                                                                                  |                                                                                  |                                         |                                                        |                                                        |                                                                                     | | |                                                                              |                                                        |                        |                                                                                       |                                                                                       |
|                                            |                                            | | |                                                                    |                                                                    |                             |                                                                                        |                                                                                        |                                 |                       |                       |  | |                                                          |  |  |                                                                            |                                                                            |                                                                                   |                                                                                   |                                                   |                                                   |                                                        |                                                                                                  |                                                                                                  | | |                                      |                                      |                                          |                                          | | |                                                                                              |                                                                                              |                                                                                           |                                                                                 |                                                                                         |                                                                                         | | |                                                                                  |                                                                                  |                                         |                                                        |                                                        |                                                                                     | | |                                                                              |                                                        |                        |                                                                                       |                                                                                       |
|                                            |                                            | | |                                                                    |                                                                    |                             |                                                                                        |                                                                                        |                                 |                       |                       |  | |                                                          |  |  |                                                                            |                                                                            |                                                                                   |                                                                                   |                                                   |                                                   |                                                        |                                                                                                  |                                                                                                  | | |                                      |                                      |                                          |                                          | | |                                                                                              |                                                                                              |                                                                                           |                                                                                 |                                                                                         |                                                                                         | | |                                                                                  |                                                                                  |                                         |                                                        |                                                        |                                                                                     | | |                                                                              |                                                        |                        |                                                                                       |                                                                                       |
|                                            |                                            | Filippo Fattosi di popolo, cambiò stemma e cognome in Ghinozzi ⚭ Lodovica di Lodovico Strozzafichi | Filippo Fattosi di popolo, cambiò stemma e cognome in Ghinozzi ⚭ Lodovica di Lodovico Strozzafichi |                                                                    |                                                                    |                             | Francesco magistrato, castellano, podestà, ufficiale, consigliere ⚭ Filippa di Ceo Cei | Francesco magistrato, castellano, podestà, ufficiale, consigliere ⚭ Filippa di Ceo Cei |                                 |                       |                       |  | Costanza ⚭ Capponcino Capponi ⚭ Lippo di Lapo Guidalotti                                               | Costanza ⚭ Capponcino Capponi ⚭ Lippo di Lapo Guidalotti |  |  |                                                                            |                                                                            | Adimaro castellano, commissario e congiuratore ⚭ Maddalena di Giovanni Pantaleoni | Adimaro castellano, commissario e congiuratore ⚭ Maddalena di Giovanni Pantaleoni |                                                   |                                                   |                                                        |                                                                                                  | Luigi † 1348, di peste ⚭ Margherita                                                              | Luigi † 1348, di peste ⚭ Margherita                                                                           | |                                      |                                      |                                          |                                          | | |                                                                                              |                                                                                              |                                                                                           |                                                                                 |                                                                                         |                                                                                         | | |                                                                                  |                                                                                  |                                         |                                                        |                                                        |                                                                                     | | |                                                                              |                                                        |                        |                                                                                       |                                                                                       |
|                                            |                                            | | |                                                                    |                                                                    |                             |                                                                                        |                                                                                        |                                 |                       |                       |  | |                                                          |  |  |                                                                            |                                                                            |                                                                                   |                                                                                   |                                                   |                                                   |                                                        |                                                                                                  |                                                                                                  | | |                                      |                                      |                                          |                                          | | |                                                                                              |                                                                                              |                                                                                           |                                                                                 |                                                                                         |                                                                                         | | |                                                                                  |                                                                                  |                                         |                                                        |                                                        |                                                                                     | | |                                                                              |                                                        |                        |                                                                                       |                                                                                       |
|                                            |                                            | | |                                                                    |                                                                    |                             |                                                                                        |                                                                                        |                                 |                       |                       |  | |                                                          |  |  |                                                                            |                                                                            |                                                                                   |                                                                                   |                                                   |                                                   |                                                        |                                                                                                  |                                                                                                  | | |                                      |                                      |                                          |                                          | | |                                                                                              |                                                                                              |                                                                                           |                                                                                 |                                                                                         |                                                                                         | | |                                                                                  |                                                                                  |                                         |                                                        |                                                        |                                                                                     | | |                                                                              |                                                        |                        |                                                                                       |                                                                                       |
|                                            |                                            | Carlo ⚭ Lisa di Nofri Bischeri                                                                     | Carlo ⚭ Lisa di Nofri Bischeri                                                                     |                                                                    |                                                                    |                             |                                                                                        |                                                                                        |                                 |                       |                       |  | |                                                          |  |  |                                                                            |                                                                            |                                                                                   |                                                                                   |                                                   |                                                   |                                                        | Gianfrancesco morto in gioventù                                                                  | Gianfrancesco morto in gioventù                                                                  | Ghinozzo fattosi popolano nel 1393 per decreto della Balía ⚭ Giovanna di Tegghiaio di Alessandro Buondelmonti | Ghinozzo fattosi popolano nel 1393 per decreto della Balía ⚭ Giovanna di Tegghiaio di Alessandro Buondelmonti |                                      |                                      |                                          |                                          | | |                                                                                              |                                                                                              |                                                                                           |                                                                                 |                                                                                         |                                                                                         | | |                                                                                  |                                                                                  |                                         |                                                        |                                                        |                                                                                     | | |                                                                              |                                                        |                        |                                                                                       |                                                                                       |
|                                            |                                            | | |                                                                    |                                                                    |                             |                                                                                        |                                                                                        |                                 |                       |                       |  | |                                                          |  |  |                                                                            |                                                                            |                                                                                   |                                                                                   |                                                   |                                                   |                                                        |                                                                                                  |                                                                                                  | | |                                      |                                      |                                          |                                          | | |                                                                                              |                                                                                              |                                                                                           |                                                                                 |                                                                                         |                                                                                         | | |                                                                                  |                                                                                  |                                         |                                                        |                                                        |                                                                                     | | |                                                                              |                                                        |                        |                                                                                       |                                                                                       |
|                                            |                                            | | |                                                                    |                                                                    |                             |                                                                                        |                                                                                        |                                 |                       |                       |  | |                                                          |  |  |                                                                            |                                                                            |                                                                                   |                                                                                   |                                                   |                                                   |                                                        |                                                                                                  |                                                                                                  | | |                                      |                                      |                                          |                                          | | |                                                                                              |                                                                                              |                                                                                           |                                                                                 |                                                                                         |                                                                                         | | |                                                                                  |                                                                                  |                                         |                                                        |                                                        |                                                                                     | | |                                                                              |                                                        |                        |                                                                                       |                                                                                       |
|                                            |                                            | Francesco                                                                                          | Francesco                                                                                          | Tegliaio † 1480                                                    | Tegliaio † 1480                                                    |                             |                                                                                        |                                                                                        |                                 | Anna ⚭ Piero Guiducci | Anna ⚭ Piero Guiducci |  | |                                                          |  |  | Francesco nato il 15 novembre 1417 ⚭ Piera di Giovanni di Piero Cavalcanti | Francesco nato il 15 novembre 1417 ⚭ Piera di Giovanni di Piero Cavalcanti |                                                                                   |                                                                                   |                                                   |                                                   |                                                        |                                                                                                  |                                                                                                  | | |                                      |                                      |                                          |                                          | Luigi Dottore in giurisprudenza, forse autore del codice "Arte Calculatoria utile ai negozianti" ⚭ Bartolomea di Giovanni Girolami ⚭ Caterina di Domenico Magaldi | Luigi Dottore in giurisprudenza, forse autore del codice "Arte Calculatoria utile ai negozianti" ⚭ Bartolomea di Giovanni Girolami ⚭ Caterina di Domenico Magaldi |                                                                                              |                                                                                              |                                                                                           |                                                                                 |                                                                                         |                                                                                         | | |                                                                                  |                                                                                  |                                         |                                                        |                                                        |                                                                                     | Uguccione * 1419 † 1488 ⚭ Caterina di Francesco di Luca Del Sera ⚭ Angela di Francesco Passerini ⚭ Bartolomea di Lorenzo Da Panzano | Uguccione * 1419 † 1488 ⚭ Caterina di Francesco di Luca Del Sera ⚭ Angela di Francesco Passerini ⚭ Bartolomea di Lorenzo Da Panzano |                                                                              |                                                        |                        |                                                                                       |                                                                                       |
|                                            |                                            | | |                                                                    |                                                                    |                             |                                                                                        |                                                                                        |                                 |                       |                       |  | |                                                          |  |  |                                                                            |                                                                            |                                                                                   |                                                                                   |                                                   |                                                   |                                                        |                                                                                                  |                                                                                                  | | |                                      |                                      |                                          |                                          | | |                                                                                              |                                                                                              |                                                                                           |                                                                                 |                                                                                         |                                                                                         | | |                                                                                  |                                                                                  |                                         |                                                        |                                                        |                                                                                     | | |                                                                              |                                                        |                        |                                                                                       |                                                                                       |
|                                            |                                            | | |                                                                    |                                                                    |                             |                                                                                        |                                                                                        |                                 |                       |                       |  | |                                                          |  |  |                                                                            |                                                                            |                                                                                   |                                                                                   |                                                   |                                                   |                                                        |                                                                                                  |                                                                                                  | | |                                      |                                      |                                          |                                          | | |                                                                                              |                                                                                              |                                                                                           |                                                                                 |                                                                                         |                                                                                         | | |                                                                                  |                                                                                  |                                         |                                                        |                                                        |                                                                                     | | |                                                                              |                                                        |                        |                                                                                       |                                                                                       |
|                                            |                                            | | | Galeazzo † ante 1521 ⚭ Bartolomea di Roberto di Gentile Cortigiani | Galeazzo † ante 1521 ⚭ Bartolomea di Roberto di Gentile Cortigiani |                             |                                                                                        |                                                                                        |                                 |                       |                       |  | |                                                          |  |  | Maria ⚭ Girolamo di Paolo Riccialbani                                      | Maria ⚭ Girolamo di Paolo Riccialbani                                      | Giovanna ⚭ Antonio di Paolo Riccialbani                                           | Giovanna ⚭ Antonio di Paolo Riccialbani                                           | Margherita ⚭ Neri di Nicola Libri ⚭ Giovanni Lapi | Margherita ⚭ Neri di Nicola Libri ⚭ Giovanni Lapi | Ginevra ⚭ Giuliano di Giovanni di Bartolomeo Marucelli | Ginevra ⚭ Giuliano di Giovanni di Bartolomeo Marucelli                                           | Ghinozzo * 1462 † 1509 ⚭ Costanza di Girolamo Borgognoni                                         | Ghinozzo * 1462 † 1509 ⚭ Costanza di Girolamo Borgognoni                                                      | | Margherita ⚭ Giovanni Borghini       | Margherita ⚭ Giovanni Borghini       |                                          | Alessandra ⚭ Benedetto Biffoli           | Alessandra ⚭ Benedetto Biffoli | | Maria ⚭ Amerigo di Giovanni Frescobaldi                                                      | Maria ⚭ Amerigo di Giovanni Frescobaldi                                                      |                                                                                           | Bartolomea ⚭ Jacopo di Bardo di Cesare Bardi                                    | Bartolomea ⚭ Jacopo di Bardo di Cesare Bardi                                            |                                                                                         | Gianfrancesco podestà, venne assassinato in una rivolta ⚭ Lucrezia di Jacopo di Niccolò Sacchetti                    | Gianfrancesco podestà, venne assassinato in una rivolta ⚭ Lucrezia di Jacopo di Niccolò Sacchetti                    |                                                                                  | Leonardo ⚭ Bice di Arcangelo Cavalcanti                                          | Leonardo ⚭ Bice di Arcangelo Cavalcanti | Elisabetta ⚭ Francesco di Bartolomeo di Lapaccio Bardi | Elisabetta ⚭ Francesco di Bartolomeo di Lapaccio Bardi | Agnoletta ⚭ Piero Scarlatti ⚭ Piero Carducci                                        | Agnoletta ⚭ Piero Scarlatti ⚭ Piero Carducci                                                                                        | Ghinozzo nato il 17 giugno 1476 ⚭ Maddalena di Francesco di Gianozzo Alberti                                                        | Ghinozzo nato il 17 giugno 1476 ⚭ Maddalena di Francesco di Gianozzo Alberti | Maria ⚭ Giovanni Soldi                                 | Maria ⚭ Giovanni Soldi | Giovanna ⚭ Pierfrancesco Guiducci ⚭ Tommaso Franceschi ⚭ Parigi di Tommaso Corbitelli | Giovanna ⚭ Pierfrancesco Guiducci ⚭ Tommaso Franceschi ⚭ Parigi di Tommaso Corbitelli |
|                                            |                                            | | |                                                                    |                                                                    |                             |                                                                                        |                                                                                        |                                 |                       |                       |  | |                                                          |  |  |                                                                            |                                                                            |                                                                                   |                                                                                   |                                                   |                                                   |                                                        |                                                                                                  |                                                                                                  | | |                                      |                                      |                                          |                                          | | |                                                                                              |                                                                                              |                                                                                           |                                                                                 |                                                                                         |                                                                                         | | |                                                                                  |                                                                                  |                                         |                                                        |                                                        |                                                                                     | | |                                                                              |                                                        |                        |                                                                                       |                                                                                       |
|                                            |                                            | | |                                                                    |                                                                    |                             |                                                                                        |                                                                                        |                                 |                       |                       |  | |                                                          |  |  |                                                                            |                                                                            |                                                                                   |                                                                                   |                                                   |                                                   |                                                        |                                                                                                  |                                                                                                  | | |                                      |                                      |                                          |                                          | | |                                                                                              |                                                                                              |                                                                                           |                                                                                 |                                                                                         |                                                                                         | | |                                                                                  |                                                                                  |                                         |                                                        |                                                        |                                                                                     | | |                                                                              |                                                        |                        |                                                                                       |                                                                                       |
| Caterina ⚭ Filippo di Frosino da Verazzano | Caterina ⚭ Filippo di Frosino da Verazzano | Carlo nato il 13 maggio 1496 e morto in fasce                                                      | Carlo nato il 13 maggio 1496 e morto in fasce                                                      | Carlo nato il 18 giugno 1498 e morto in gioventù                   | Carlo nato il 18 giugno 1498 e morto in gioventù                   | Lucrezia ⚭ Girolamo Silvani | Lucrezia ⚭ Girolamo Silvani                                                            | Roberto nato il 23 gennaio 1493                                                        | Roberto nato il 23 gennaio 1493 |                       |                       |  | |                                                          |  |  |                                                                            | Uguccione                                                                  | Uguccione                                                                         | Luigi nato il 3 maggio 1486                                                       | Luigi nato il 3 maggio 1486                       | Girolamo frate minore francescano                 | Girolamo frate minore francescano                      | Zanobi nato il 19 marzo 1491 podestà ⚭ Costanza di Bartolomeo Vernacci ⚭ Maria di Carlo Carducci | Zanobi nato il 19 marzo 1491 podestà ⚭ Costanza di Bartolomeo Vernacci ⚭ Maria di Carlo Carducci | Giovanni nato il 28 maggio 1493                                                                               | Giovanni nato il 28 maggio 1493                                                                               | Alessandro nato il 22 settembre 1494 | Alessandro nato il 22 settembre 1494 | Caterina ⚭ Giovanni di Niccolò Davanzati | Caterina ⚭ Giovanni di Niccolò Davanzati | Alessandro nato il 2 agosto 1505 podestà, vicario e capitano | Alessandro nato il 2 agosto 1505 podestà, vicario e capitano | Alessandra nata il 26 agosto 1487                                                            | Alessandra nata il 26 agosto 1487                                                            | Maria ⚭ Bernardo di Carlo Rucellai                                                        | Maria ⚭ Bernardo di Carlo Rucellai                                              | Luigi † 1542 magistrato, fu il primo priore di casa Pazzi ⚭ Lucrezia di Berardo Berardi | Luigi † 1542 magistrato, fu il primo priore di casa Pazzi ⚭ Lucrezia di Berardo Berardi | | | Francesca ⚭ Alessandro Galli                                                     | Francesca ⚭ Alessandro Galli                                                     |                                         |                                                        |                                                        | Filippo nato il 1º dicembre 1488 vicario e podestà ⚭ Agnoletta                      | Filippo nato il 1º dicembre 1488 vicario e podestà ⚭ Agnoletta                                                                      | Bianca ⚭ Bernardo Biliotti | Bianca ⚭ Bernardo Biliotti                                                   |                                                        |                        |                                                                                       |                                                                                       |
|                                            |                                            | | |                                                                    |                                                                    |                             |                                                                                        |                                                                                        |                                 |                       |                       |  | |                                                          |  |  |                                                                            |                                                                            |                                                                                   |                                                                                   |                                                   |                                                   |                                                        |                                                                                                  |                                                                                                  | | |                                      |                                      |                                          |                                          | | |                                                                                              |                                                                                              |                                                                                           |                                                                                 |                                                                                         |                                                                                         | | |                                                                                  |                                                                                  |                                         |                                                        |                                                        |                                                                                     | | |                                                                              |                                                        |                        |                                                                                       |                                                                                       |
|                                            |                                            | | |                                                                    |                                                                    |                             |                                                                                        |                                                                                        |                                 |                       |                       |  | |                                                          |  |  |                                                                            |                                                                            |                                                                                   |                                                                                   |                                                   |                                                   |                                                        |                                                                                                  |                                                                                                  | | |                                      |                                      |                                          |                                          | | |                                                                                              |                                                                                              |                                                                                           |                                                                                 |                                                                                         |                                                                                         | | |                                                                                  |                                                                                  |                                         |                                                        |                                                        |                                                                                     | | |                                                                              |                                                        |                        |                                                                                       |                                                                                       |
|                                            |                                            | | |                                                                    |                                                                    |                             |                                                                                        |                                                                                        |                                 |                       |                       |  | |                                                          |  |  |                                                                            |                                                                            |                                                                                   |                                                                                   |                                                   |                                                   |                                                        | Vincenzo nato il 29 agosto 1561 capitano, vicario, podestà e magistrato                          | Vincenzo nato il 29 agosto 1561 capitano, vicario, podestà e magistrato                          | | |                                      |                                      |                                          |                                          | | | Elisabetta ⚭ Francesco di Luca di Bertoldo Corsini                                           | Elisabetta ⚭ Francesco di Luca di Bertoldo Corsini                                           | Ippolita † 1595 ⚭ Bernardo di Gabriele Strozzi                                            | Ippolita † 1595 ⚭ Bernardo di Gabriele Strozzi                                  | Gianfrancesco nato il 4 febbraio 1506 e morto in gioventù                               | Gianfrancesco nato il 4 febbraio 1506 e morto in gioventù                               | Alfonso * 1509 † 1555 podestà, scrittore mediocre e fondatore di accademie ⚭ Camilla di Piero Francesco Del Giocondo | Alfonso * 1509 † 1555 podestà, scrittore mediocre e fondatore di accademie ⚭ Camilla di Piero Francesco Del Giocondo | Caterina ⚭ Niccolò di Pierandrea Da Verazzano ⚭ Benedetto di Gaspero Da Diacceto | Caterina ⚭ Niccolò di Pierandrea Da Verazzano ⚭ Benedetto di Gaspero Da Diacceto |                                         | Piero nato il 16 luglio 1523                           | Piero nato il 16 luglio 1523                           | Lodovico nato il 25 settembre 1528 podestà                                          | Lodovico nato il 25 settembre 1528 podestà                                                                                          | Giambattista * 1534 † 1573 podestà ⚭ Nannina Del Riccio                                                                             | Giambattista * 1534 † 1573 podestà ⚭ Nannina Del Riccio                      |                                                        |                        |                                                                                       |                                                                                       |
|                                            |                                            | | |                                                                    |                                                                    |                             |                                                                                        |                                                                                        |                                 |                       |                       |  | |                                                          |  |  |                                                                            |                                                                            |                                                                                   |                                                                                   |                                                   |                                                   |                                                        |                                                                                                  |                                                                                                  | | |                                      |                                      |                                          |                                          | | |                                                                                              |                                                                                              |                                                                                           |                                                                                 |                                                                                         |                                                                                         | | |                                                                                  |                                                                                  |                                         |                                                        |                                                        |                                                                                     | | |                                                                              |                                                        |                        |                                                                                       |                                                                                       |
|                                            |                                            | | |                                                                    |                                                                    |                             |                                                                                        |                                                                                        |                                 |                       |                       |  | |                                                          |  |  |                                                                            |                                                                            |                                                                                   |                                                                                   |                                                   |                                                   |                                                        |                                                                                                  |                                                                                                  | | |                                      |                                      |                                          |                                          | | |                                                                                              |                                                                                              |                                                                                           |                                                                                 |                                                                                         |                                                                                         | | |                                                                                  |                                                                                  |                                         |                                                        |                                                        |                                                                                     | | |                                                                              |                                                        |                        |                                                                                       |                                                                                       |
|                                            |                                            | | |                                                                    |                                                                    |                             |                                                                                        |                                                                                        |                                 |                       |                       |  | |                                                          |  |  |                                                                            |                                                                            |                                                                                   |                                                                                   |                                                   |                                                   |                                                        |                                                                                                  |                                                                                                  | | |                                      |                                      |                                          |                                          | | | Luigi nato il 4 ottobre 1544 vicario, podestà e magistrato ⚭ Camilla di Giambattista Rustici | Luigi nato il 4 ottobre 1544 vicario, podestà e magistrato ⚭ Camilla di Giambattista Rustici |                                                                                           |                                                                                 | Lucrezia † 1590 ⚭ Piero di Francesco Frescobaldi ⚭ Francesco di Leonardo Busini         | Lucrezia † 1590 ⚭ Piero di Francesco Frescobaldi ⚭ Francesco di Leonardo Busini         | | | Cosimo † 1638 gesuita e direttore spirituale di Eleonora Ramirez de Montalvo     | Cosimo † 1638 gesuita e direttore spirituale di Eleonora Ramirez de Montalvo     |                                         |                                                        |                                                        | Paolantonio nato il 16 dicembre 1549 e morto in demenza ⚭ Cassandra di Neri Venturi | Paolantonio nato il 16 dicembre 1549 e morto in demenza ⚭ Cassandra di Neri Venturi                                                 | Filippo nato il 5 ottobre 1572 | Filippo nato il 5 ottobre 1572                                               |                                                        |                        |                                                                                       |                                                                                       |
|                                            |                                            | | |                                                                    |                                                                    |                             |                                                                                        |                                                                                        |                                 |                       |                       |  | |                                                          |  |  |                                                                            |                                                                            |                                                                                   |                                                                                   |                                                   |                                                   |                                                        |                                                                                                  |                                                                                                  | | |                                      |                                      |                                          |                                          | | |                                                                                              |                                                                                              |                                                                                           |                                                                                 |                                                                                         |                                                                                         | | |                                                                                  |                                                                                  |                                         |                                                        |                                                        |                                                                                     | | |                                                                              |                                                        |                        |                                                                                       |                                                                                       |
|                                            |                                            | | |                                                                    |                                                                    |                             |                                                                                        |                                                                                        |                                 |                       |                       |  | |                                                          |  |  |                                                                            |                                                                            |                                                                                   |                                                                                   |                                                   |                                                   |                                                        |                                                                                                  |                                                                                                  | | |                                      |                                      |                                          |                                          | | |                                                                                              |                                                                                              |                                                                                           |                                                                                 |                                                                                         |                                                                                         | | |                                                                                  |                                                                                  |                                         |                                                        |                                                        |                                                                                     | | |                                                                              |                                                        |                        |                                                                                       |                                                                                       |
|                                            |                                            | | |                                                                    |                                                                    |                             |                                                                                        |                                                                                        |                                 |                       |                       |  | |                                                          |  |  |                                                                            |                                                                            |                                                                                   |                                                                                   |                                                   |                                                   |                                                        |                                                                                                  |                                                                                                  | Donato nato il 23 novembre 1579 vicario, podestà e capitano                                                   | Donato nato il 23 novembre 1579 vicario, podestà e capitano                                                   | Giambattista nato il 1º marzo 1582   | Giambattista nato il 1º marzo 1582   | Costanza † 1667 ⚭ Antonio di Nello Nelli | Costanza † 1667 ⚭ Antonio di Nello Nelli | Antonfrancesco | Antonfrancesco | Gottifredo                                                                                   | Gottifredo                                                                                   | Cosimo nato il 1º aprile 1586 magistrato ⚭ Maria di Antonio Galilei                       | Cosimo nato il 1º aprile 1586 magistrato ⚭ Maria di Antonio Galilei             | Vincenzo                                                                                | Vincenzo                                                                                | Alfonso | Alfonso | Maria * 1585 † 1627 monaca col nome di suor Giacinta                             | Maria * 1585 † 1627 monaca col nome di suor Giacinta                             | Giovanni sacerdote                      | Giovanni sacerdote                                     | Piermaria morto fanciullo                              | Piermaria morto fanciullo                                                           | Cosimo sacerdote | Cosimo sacerdote | Camilla * 1575 † 1612 monaca col nome di suor Cristina                       | Camilla * 1575 † 1612 monaca col nome di suor Cristina |                        |                                                                                       |                                                                                       |
|                                            |                                            | | |                                                                    |                                                                    |                             |                                                                                        |                                                                                        |                                 |                       |                       |  | |                                                          |  |  |                                                                            |                                                                            |                                                                                   |                                                                                   |                                                   |                                                   |                                                        |                                                                                                  |                                                                                                  | | |                                      |                                      |                                          |                                          | | |                                                                                              |                                                                                              |                                                                                           |                                                                                 |                                                                                         |                                                                                         | | |                                                                                  |                                                                                  |                                         |                                                        |                                                        |                                                                                     | | |                                                                              |                                                        |                        |                                                                                       |                                                                                       |
|                                            |                                            | | |                                                                    |                                                                    |                             |                                                                                        |                                                                                        |                                 |                       |                       |  | |                                                          |  |  |                                                                            |                                                                            |                                                                                   |                                                                                   |                                                   |                                                   |                                                        |                                                                                                  |                                                                                                  | | |                                      |                                      |                                          |                                          | | |                                                                                              |                                                                                              |                                                                                           |                                                                                 |                                                                                         |                                                                                         | | |                                                                                  |                                                                                  |                                         |                                                        |                                                        |                                                                                     | | |                                                                              |                                                        |                        |                                                                                       |                                                                                       |
|                                            |                                            | | |                                                                    |                                                                    |                             |                                                                                        |                                                                                        |                                 |                       |                       |  | |                                                          |  |  |                                                                            |                                                                            |                                                                                   |                                                                                   |                                                   |                                                   |                                                        |                                                                                                  |                                                                                                  | | |                                      |                                      |                                          |                                          | | |                                                                                              | Luigi * 19 ottobre 1629 † 16 aprile 1700 fu l'ultimo del suo ramo, che si estinse con lui    | Luigi * 19 ottobre 1629 † 16 aprile 1700 fu l'ultimo del suo ramo, che si estinse con lui | Camilla ⚭ cavaliere Francesco di Michele Grifoni ⚭ Francesco di Angelo Rucellai | Camilla ⚭ cavaliere Francesco di Michele Grifoni ⚭ Francesco di Angelo Rucellai         |                                                                                         | | |                                                                                  |                                                                                  |                                         |                                                        |                                                        |                                                                                     | | |                                                                              |                                                        |                        |                                                                                       |                                                                                       |

## Ramo di Accorri di Aldobrandino di Uguccione
Fonte:
|                                      |                                      |                                                                                             |                                                                                             |                                         |                     |
|                                      |                                      |                                                                                             | · Linea originaria                                                                          |                                         |                     |
|                                      |                                      |                                                                                             |                                                                                             |                                         |                     |
|                                      |                                      |                                                                                             |                                                                                             |                                         |                     |
|                                      |                                      |                                                                                             | Accorri militare                                                                            |                                         |                     |
|                                      |                                      |                                                                                             |                                                                                             |                                         |                     |
|                                      |                                      |                                                                                             |                                                                                             |                                         |                     |
|                                      |                                      |                                                                                             | Uguccione, detto "Cione" ⚭ Jacopa di Aldobrandino di Ottobuono Bonacci                      |                                         |                     |
|                                      |                                      |                                                                                             |                                                                                             |                                         |                     |
|                                      |                                      |                                                                                             |                                                                                             |                                         |                     |
|                                      |                                      | Giovanni ⚭ Bartolomea di Domenico di Naldo Cassi ⚭ Francesca di Francesco di Noldo Ammirati | Giovanni ⚭ Bartolomea di Domenico di Naldo Cassi ⚭ Francesca di Francesco di Noldo Ammirati | Carlo                                   | Carlo               |
|                                      |                                      |                                                                                             |                                                                                             |                                         |                     |
|                                      |                                      |                                                                                             |                                                                                             |                                         |                     |
| Bartolomea ⚭ Domenico di Noldo Cassi | Bartolomea ⚭ Domenico di Noldo Cassi | Andrea castellano, podestà, governatore e ufficiale ⚭ Lena di Matteo Villani                | Andrea castellano, podestà, governatore e ufficiale ⚭ Lena di Matteo Villani                | Piero nato nel 1369                     | Piero nato nel 1369 |
|                                      |                                      |                                                                                             |                                                                                             |                                         |                     |
|                                      |                                      |                                                                                             |                                                                                             |                                         |                     |
|                                      | Giovanna ⚭ Giovanni di Luca Pagni    | Giovanna ⚭ Giovanni di Luca Pagni                                                           | Caterina ⚭ Sacramone de' Duccio Bombeni                                                     | Caterina ⚭ Sacramone de' Duccio Bombeni |                     |

## Ramo di Pazzino di Jacopo di Aldobrandino
Fonte:
|                             |                             |                                                     |                                                     |                                                                 |                                                                 |                                                                                          |                                                                                          |                                                                                     |                                                                                     |                                     |                                     |                                                                                         |                                        |                                          |                                          |                         |                         |                                         |                                         |                                               |                                               |       |                                 |                                                                     |                                                                     |         |         |
|                             |                             |                                                     |                                                     |                                                                 |                                                                 |                                                                                          |                                                                                          |                                                                                     |                                                                                     |                                     |                                     | · Linea originaria                                                                      |                                        |                                          |                                          |                         |                         |                                         |                                         |                                               |                                               |       |                                 |                                                                     |                                                                     |         |         |
|                             |                             |                                                     |                                                     |                                                                 |                                                                 |                                                                                          |                                                                                          |                                                                                     |                                                                                     |                                     |                                     |                                                                                         |                                        |                                          |                                          |                         |                         |                                         |                                         |                                               |                                               |       |                                 |                                                                     |                                                                     |         |         |
|                             |                             |                                                     |                                                     |                                                                 |                                                                 |                                                                                          |                                                                                          |                                                                                     |                                                                                     |                                     |                                     |                                                                                         |                                        |                                          |                                          |                         |                         |                                         |                                         |                                               |                                               |       |                                 |                                                                     |                                                                     |         |         |
|                             |                             |                                                     |                                                     |                                                                 |                                                                 |                                                                                          |                                                                                          |                                                                                     |                                                                                     |                                     |                                     | Pazzino condottiero, cavaliere e podestà (fu assassinato) ⚭ Monica di Ciampi Della Tosa |                                        |                                          |                                          |                         |                         |                                         |                                         |                                               |                                               |       |                                 |                                                                     |                                                                     |         |         |
|                             |                             |                                                     |                                                     |                                                                 |                                                                 |                                                                                          |                                                                                          |                                                                                     |                                                                                     |                                     |                                     |                                                                                         |                                        |                                          |                                          |                         |                         |                                         |                                         |                                               |                                               |       |                                 |                                                                     |                                                                     |         |         |
|                             |                             |                                                     |                                                     |                                                                 |                                                                 |                                                                                          |                                                                                          |                                                                                     |                                                                                     |                                     |                                     |                                                                                         |                                        |                                          |                                          |                         |                         |                                         |                                         |                                               |                                               |       |                                 |                                                                     |                                                                     |         |         |
|                             |                             | Bartolo immatricolato nell'Arte della Lana dal 1312 | Bartolo immatricolato nell'Arte della Lana dal 1312 | Nepo magistrato e podestà                                       | Nepo magistrato e podestà                                       | Arrigo immatricolato nell'Arte della Lana (1312) e capitano del popolo di Orvieto (1322) | Arrigo immatricolato nell'Arte della Lana (1312) e capitano del popolo di Orvieto (1322) | Piero immatricolato nell'Arte della Lana dal 1312                                   | Piero immatricolato nell'Arte della Lana dal 1312                                   | Berto cavaliere (morì in battaglia) | Berto cavaliere (morì in battaglia) | Cherico                                                                                 | Cherico                                | Francesco                                | Francesco                                | Bianca ⚭ Niccolò Amieri | Bianca ⚭ Niccolò Amieri | Jacopo † 1331 priore commendatario      | Jacopo † 1331 priore commendatario      | Costanza ⚭ Corrado di Vinciguerra Panciatichi | Costanza ⚭ Corrado di Vinciguerra Panciatichi |       | Neri condottiero e ambasciatore | Neri condottiero e ambasciatore                                     |                                                                     |         |         |
|                             |                             |                                                     |                                                     |                                                                 |                                                                 |                                                                                          |                                                                                          |                                                                                     |                                                                                     |                                     |                                     |                                                                                         |                                        |                                          |                                          |                         |                         |                                         |                                         |                                               |                                               |       |                                 |                                                                     |                                                                     |         |         |
|                             |                             |                                                     |                                                     |                                                                 |                                                                 |                                                                                          |                                                                                          |                                                                                     |                                                                                     |                                     |                                     |                                                                                         |                                        |                                          |                                          |                         |                         |                                         |                                         |                                               |                                               |       |                                 |                                                                     |                                                                     |         |         |
| Bartolomeo vivente nel 1376 | Bartolomeo vivente nel 1376 | Lapo vivente nel 1376                               | Lapo vivente nel 1376                               | Francesco magistrato ⚭ Bartolomea di Andrea di Vieri Rondinelli | Francesco magistrato ⚭ Bartolomea di Andrea di Vieri Rondinelli | Manfredo rettore di abbazia                                                              | Manfredo rettore di abbazia                                                              | Caterina vivente nel 1367 ⚭ Francesco di Taddeo Donati ⚭ Simone di Francesco Donati | Caterina vivente nel 1367 ⚭ Francesco di Taddeo Donati ⚭ Simone di Francesco Donati | Gismonda ⚭ Berto di Lapo de' Nerli  | Gismonda ⚭ Berto di Lapo de' Nerli  | Ramo di Cherico di Pazzino di Jacopo ·                                                  | Ramo di Cherico di Pazzino di Jacopo · | Ramo di Francesco di Pazzino di Jacopo · | Ramo di Francesco di Pazzino di Jacopo · |                         |                         | Paolo [illegittimo] ⚭ Nicolosa Bonfigli | Paolo [illegittimo] ⚭ Nicolosa Bonfigli | Simone                                        | Simone                                        | Doffo | Doffo                           | Alessandro † 1381 magistrato ⚭ Margherita di Arnoldo de' Gherardini | Alessandro † 1381 magistrato ⚭ Margherita di Arnoldo de' Gherardini | Giorgio | Giorgio |
|                             |                             |                                                     |                                                     |                                                                 |                                                                 |                                                                                          |                                                                                          |                                                                                     |                                                                                     |                                     |                                     |                                                                                         |                                        |                                          |                                          |                         |                         |                                         |                                         |                                               |                                               |       |                                 |                                                                     |                                                                     |         |         |
|                             |                             |                                                     |                                                     |                                                                 |                                                                 |                                                                                          |                                                                                          |                                                                                     |                                                                                     |                                     |                                     |                                                                                         |                                        |                                          |                                          |                         |                         |                                         |                                         |                                               |                                               |       |                                 |                                                                     |                                                                     |         |         |
|                             |                             |                                                     | Margherita ⚭ Domenico di Francesco Medici           | Margherita ⚭ Domenico di Francesco Medici                       | Giovanna                                                        | Giovanna                                                                                 |                                                                                          |                                                                                     |                                                                                     |                                     |                                     |                                                                                         |                                        |                                          |                                          |                         | Bonifazio               | Bonifazio                               | Jacopo                                  | Jacopo                                        |                                               |       |                                 |                                                                     |                                                                     |         |         |

### Ramo di Francesco di Pazzino di Jacopo
Ramo estinto. Fonte:
|          |                 |                 |                                                                            |                                                                            |                                   |                                                 |                                                                    |                                                                    |                                                              |                                                              |                                                       |                                                                      |                                                                      | | |                                                                                              |                                                                     |                                                                     | | |                                                            |                                                            |                                                                      |                                                                      |                                                       |                                                       | | |                                    |                                    |
|          |                 |                 |                                                                            |                                                                            |                                   |                                                 |                                                                    |                                                                    |                                                              |                                                              |                                                       |                                                                      |                                                                      | | | · Ramo di Pazzino di Jacopo di Aldobrandino                                                  |                                                                     |                                                                     | | |                                                            |                                                            |                                                                      |                                                                      |                                                       |                                                       | | |                                    |                                    |
|          |                 |                 |                                                                            |                                                                            |                                   |                                                 |                                                                    |                                                                    |                                                              |                                                              |                                                       |                                                                      |                                                                      | | |                                                                                              |                                                                     |                                                                     | | |                                                            |                                                            |                                                                      |                                                                      |                                                       |                                                       | | |                                    |                                    |
|          |                 |                 |                                                                            |                                                                            |                                   |                                                 |                                                                    |                                                                    |                                                              |                                                              |                                                       |                                                                      |                                                                      | | |                                                                                              |                                                                     |                                                                     | | |                                                            |                                                            |                                                                      |                                                                      |                                                       |                                                       | | |                                    |                                    |
|          |                 |                 |                                                                            |                                                                            |                                   |                                                 |                                                                    |                                                                    |                                                              |                                                              |                                                       |                                                                      |                                                                      | | | Francesco † c. 1341 militare, cavaliere, magistrato e oratore ⚭ Ghetta di Landuccio de' Tifi |                                                                     |                                                                     | | |                                                            |                                                            |                                                                      |                                                                      |                                                       |                                                       | | |                                    |                                    |
|          |                 |                 |                                                                            |                                                                            |                                   |                                                 |                                                                    |                                                                    |                                                              |                                                              |                                                       |                                                                      |                                                                      | | |                                                                                              |                                                                     |                                                                     | | |                                                            |                                                            |                                                                      |                                                                      |                                                       |                                                       | | |                                    |                                    |
|          |                 |                 |                                                                            |                                                                            |                                   |                                                 |                                                                    |                                                                    |                                                              |                                                              |                                                       |                                                                      |                                                                      | | |                                                                                              |                                                                     |                                                                     | | |                                                            |                                                            |                                                                      |                                                                      |                                                       |                                                       | | |                                    |                                    |
|          |                 |                 | Jacopo militare, castellano, podestà e magistrato ⚭ Jacopa di Maso Alfieri | Jacopo militare, castellano, podestà e magistrato ⚭ Jacopa di Maso Alfieri |                                   | Ghinga affetto da mutismo, era vivente nel 1345 | Ghinga affetto da mutismo, era vivente nel 1345                    |                                                                    |                                                              | Monna ⚭ Giovanni Villani ⚭ Vieri di Migliore Guadagni        | Monna ⚭ Giovanni Villani ⚭ Vieri di Migliore Guadagni |                                                                      |                                                                      | Geri † post 1370 oratore, cavaliere, capitano del popolo e podestà ⚭ Giana di Vinciguerra Panciatichi ⚭ Maddalena di Ugo Altoviti | Geri † post 1370 oratore, cavaliere, capitano del popolo e podestà ⚭ Giana di Vinciguerra Panciatichi ⚭ Maddalena di Ugo Altoviti |                                                                                              |                                                                     | Tana ⚭ Andrea Unganelli                                             | Tana ⚭ Andrea Unganelli                                                                                | |                                                            |                                                            | Pazzino militare, capitano del popolo di Pistoia (1386) e magistrato | Pazzino militare, capitano del popolo di Pistoia (1386) e magistrato |                                                       |                                                       | Diego † ante 1356 oratore e cavaliere ⚭ Pina di Simone de' Bardi ⚭ Francesca di Buondelmonte Buondelmonti | Diego † ante 1356 oratore e cavaliere ⚭ Pina di Simone de' Bardi ⚭ Francesca di Buondelmonte Buondelmonti | Luigi militare, vivente nel 1343   | Luigi militare, vivente nel 1343   |
|          |                 |                 |                                                                            |                                                                            |                                   |                                                 |                                                                    |                                                                    |                                                              |                                                              |                                                       |                                                                      |                                                                      | | |                                                                                              |                                                                     |                                                                     | | |                                                            |                                                            |                                                                      |                                                                      |                                                       |                                                       | | |                                    |                                    |
|          |                 |                 |                                                                            |                                                                            |                                   |                                                 |                                                                    |                                                                    |                                                              |                                                              |                                                       |                                                                      |                                                                      | | |                                                                                              |                                                                     |                                                                     | | |                                                            |                                                            |                                                                      |                                                                      |                                                       |                                                       | | |                                    |                                    |
|          | Neri magistrato | Neri magistrato | Paolo                                                                      | Paolo                                                                      | Giovanni cavaliere gerosolomitano | Giovanni cavaliere gerosolomitano               | Giacchinotto † ante 1383 militare, cavaliere, castellano e podestà | Giacchinotto † ante 1383 militare, cavaliere, castellano e podestà | Manetto † 1363, di peste ⚭ Lisa di Piero di Uberto Visdomini | Manetto † 1363, di peste ⚭ Lisa di Piero di Uberto Visdomini | Agnese ⚭ Giovanni di Vieri de' Macci                  | Agnese ⚭ Giovanni di Vieri de' Macci                                 | Corrado ⚭ Berto di Lapo de' Nerli                                    | Corrado ⚭ Berto di Lapo de' Nerli                                                                                                 | Nanna ⚭ Francesco di Giovanni Del Bello                                                                                           | Nanna ⚭ Francesco di Giovanni Del Bello                                                      | Margherita ⚭ Dardano di Sandro de' Rossi ⚭ Tazzino di Donato Donati | Margherita ⚭ Dardano di Sandro de' Rossi ⚭ Tazzino di Donato Donati | Michele ambasciatore in Provenza e consigliere di Iolanda di Aragona ⚭ Giovanna di Priore Baldovinetti | Michele ambasciatore in Provenza e consigliere di Iolanda di Aragona ⚭ Giovanna di Priore Baldovinetti | Nepo † 1405 magistrato ⚭ Leonarda di Francesco Giambullari | Nepo † 1405 magistrato ⚭ Leonarda di Francesco Giambullari | Maddalena ⚭ Neri di Donato Acciaiuoli                                | Maddalena ⚭ Neri di Donato Acciaiuoli                                | Vangelista ⚭ Simone di messer Ricupero da San Miniato | Vangelista ⚭ Simone di messer Ricupero da San Miniato | Checca ⚭ Andrea di Goro Strozzi                                                                           | Checca ⚭ Andrea di Goro Strozzi                                                                           | Piera ⚭ Filippo Tolosendi di Colle | Piera ⚭ Filippo Tolosendi di Colle |
|          |                 |                 |                                                                            |                                                                            |                                   |                                                 |                                                                    |                                                                    |                                                              |                                                              |                                                       |                                                                      |                                                                      | | |                                                                                              |                                                                     |                                                                     | | |                                                            |                                                            |                                                                      |                                                                      |                                                       |                                                       | | |                                    |                                    |
|          |                 |                 |                                                                            |                                                                            |                                   |                                                 |                                                                    |                                                                    |                                                              |                                                              |                                                       |                                                                      |                                                                      | | |                                                                                              |                                                                     |                                                                     | | |                                                            |                                                            |                                                                      |                                                                      |                                                       |                                                       | | |                                    |                                    |
| Giovanni | Giovanni        | Antonio         | Antonio                                                                    |                                                                            |                                   |                                                 |                                                                    |                                                                    |                                                              | Selvaggia ⚭ Berardo di Bonaccorso Berardi                    | Selvaggia ⚭ Berardo di Bonaccorso Berardi             | Antonio † 1400 Fattosi di popolo, cambiò stemma e cognome in Delfini | Antonio † 1400 Fattosi di popolo, cambiò stemma e cognome in Delfini | Giana ⚭ Paliano di Falco Falcucci                                                                                                 | Giana ⚭ Paliano di Falco Falcucci                                                                                                 | Gemma ⚭ Berto di Bonifazio Peruzzi                                                           | Gemma ⚭ Berto di Bonifazio Peruzzi                                  |                                                                     | | |                                                            |                                                            |                                                                      |                                                                      |                                                       |                                                       | | |                                    |                                    |

### Ramo di Cherico di Pazzino di Jacopo
Fonte:
|                            |                            |                                       |                                       |                              |                                                                               |                                                                               |                                                 |                               |                                                  |                                                               |                                                               | |                                                                                               |                                                                                               |                                                                                               |                                                             |                                                             | | |
|                            |                            |                                       |                                       |                              |                                                                               |                                                                               |                                                 |                               |                                                  |                                                               |                                                               | · Ramo di Pazzino di Jacopo di Aldobrandino |                                                                                               |                                                                                               |                                                                                               |                                                             |                                                             | | |
|                            |                            |                                       |                                       |                              |                                                                               |                                                                               |                                                 |                               |                                                  |                                                               |                                                               | |                                                                                               |                                                                                               |                                                                                               |                                                             |                                                             | | |
|                            |                            |                                       |                                       |                              |                                                                               |                                                                               |                                                 |                               |                                                  |                                                               |                                                               | |                                                                                               |                                                                                               |                                                                                               |                                                             |                                                             | | |
|                            |                            |                                       |                                       |                              |                                                                               |                                                                               |                                                 |                               |                                                  |                                                               |                                                               | Cherico † 1331 immatricolato nell'Arte della Lana (1312) e castellano ⚭ Margherita di Berto Frescobaldi ⚭ Andreuola di Bonaiuto Martini ⚭ Lapa di Geri di Baldo Frescobaldi |                                                                                               |                                                                                               |                                                                                               |                                                             |                                                             | | |
|                            |                            |                                       |                                       |                              |                                                                               |                                                                               |                                                 |                               |                                                  |                                                               |                                                               | |                                                                                               |                                                                                               |                                                                                               |                                                             |                                                             | | |
|                            |                            |                                       |                                       |                              |                                                                               |                                                                               |                                                 |                               |                                                  |                                                               |                                                               | |                                                                                               |                                                                                               |                                                                                               |                                                             |                                                             | | |
|                            |                            |                                       |                                       |                              |                                                                               | Garda ⚭ Giovanni di Baldanza                                                  | Garda ⚭ Giovanni di Baldanza                    | Pazzino                       | Pazzino                                          | Berto                                                         | Berto                                                         | Leopoldo † 1377 inizialmente ribelle, poi magistrato ⚭ Teodora di Andrea di Lippo Del Palagio                                                                               | Leopoldo † 1377 inizialmente ribelle, poi magistrato ⚭ Teodora di Andrea di Lippo Del Palagio | Cinozzo                                                                                       | Cinozzo                                                                                       | Bartolomea ⚭ un membro ignoto della famiglia Donati         | Bartolomea ⚭ un membro ignoto della famiglia Donati         | Aghinolfo commerciante Fattosi di popolo, cambiò stemma e cognome in Aghinolfi ⚭ Lagia di Lotto degli Agli | Aghinolfo commerciante Fattosi di popolo, cambiò stemma e cognome in Aghinolfi ⚭ Lagia di Lotto degli Agli |
|                            |                            |                                       |                                       |                              |                                                                               |                                                                               |                                                 |                               |                                                  |                                                               |                                                               | |                                                                                               |                                                                                               |                                                                                               |                                                             |                                                             | | |
|                            |                            |                                       |                                       |                              |                                                                               |                                                                               |                                                 |                               |                                                  |                                                               |                                                               | |                                                                                               |                                                                                               |                                                                                               |                                                             |                                                             | | |
|                            |                            |                                       |                                       |                              |                                                                               | Lorenzo [illegittimo] legittimato nel 1373                                    | Lorenzo [illegittimo] legittimato nel 1373      | Neri                          | Neri                                             | Leopoldo * 1377 † 1421 ⚭ Leonarda di Antonio Mancino-Sostegni | Leopoldo * 1377 † 1421 ⚭ Leonarda di Antonio Mancino-Sostegni | |                                                                                               | Geri                                                                                          | Geri                                                                                          |                                                             |                                                             | Piero † 1424 ⚭ Dianora di Bernardo Tornaquinci                                                             | Piero † 1424 ⚭ Dianora di Bernardo Tornaquinci                                                             |
|                            |                            |                                       |                                       |                              |                                                                               |                                                                               |                                                 |                               |                                                  |                                                               |                                                               | |                                                                                               |                                                                                               |                                                                                               |                                                             |                                                             | | |
|                            |                            |                                       |                                       |                              |                                                                               |                                                                               |                                                 |                               |                                                  |                                                               |                                                               | |                                                                                               |                                                                                               |                                                                                               |                                                             |                                                             | | |
|                            |                            |                                       |                                       |                              | Alamanno mercante in Francia ⚭ Lisetta di Jacopo di Antonio de' Pazzi-Accorri | Alamanno mercante in Francia ⚭ Lisetta di Jacopo di Antonio de' Pazzi-Accorri |                                                 |                               | Jovarda nata nel 1415 ⚭ Luigi di Ridolfo Peruzzi | Jovarda nata nel 1415 ⚭ Luigi di Ridolfo Peruzzi              |                                                               | |                                                                                               | Geri * 1420 † 1466 ⚭ Brigida di Papi (de' Tedaldi ?) ⚭ Oretta di Simone di Francesco Altoviti | Geri * 1420 † 1466 ⚭ Brigida di Papi (de' Tedaldi ?) ⚭ Oretta di Simone di Francesco Altoviti | Maddalena nata postuma nel 1422 ⚭ Jacopo di Jacopo Salviati | Maddalena nata postuma nel 1422 ⚭ Jacopo di Jacopo Salviati | Teodora ⚭ Jacopo di Antonio di Simone de' Pazzi-Accorri                                                    | Teodora ⚭ Jacopo di Antonio di Simone de' Pazzi-Accorri                                                    |
|                            |                            |                                       |                                       |                              |                                                                               |                                                                               |                                                 |                               |                                                  |                                                               |                                                               | |                                                                                               |                                                                                               |                                                                                               |                                                             |                                                             | | |
|                            |                            |                                       |                                       |                              |                                                                               |                                                                               |                                                 |                               |                                                  |                                                               |                                                               | |                                                                                               |                                                                                               |                                                                                               |                                                             |                                                             | | |
| Carlo                      | Carlo                      | Leonarda ⚭ Piero di Jacopo Baroncelli | Leonarda ⚭ Piero di Jacopo Baroncelli | Giovanna ⚭ Giovanni Bischeri | Giovanna ⚭ Giovanni Bischeri                                                  | Piero ⚭ Lisabetta di Berto di Francesco Peruzzi                               | Piero ⚭ Lisabetta di Berto di Francesco Peruzzi | Maria ⚭ Luca di Niccolò Cambi | Maria ⚭ Luca di Niccolò Cambi                    | Teodora ⚭ Matteo Bongianni                                    | Teodora ⚭ Matteo Bongianni                                    | Antonio | Antonio                                                                                       | Francesca ⚭ Niccolò di Andrea Del Gatto di Prato                                              | Francesca ⚭ Niccolò di Andrea Del Gatto di Prato                                              | Leopoldo                                                    | Leopoldo                                                    | | |
|                            |                            |                                       |                                       |                              |                                                                               |                                                                               |                                                 |                               |                                                  |                                                               |                                                               | |                                                                                               |                                                                                               |                                                                                               |                                                             |                                                             | | |
|                            |                            |                                       |                                       |                              |                                                                               |                                                                               |                                                 |                               |                                                  |                                                               |                                                               | |                                                                                               |                                                                                               |                                                                                               |                                                             |                                                             | | |
| Elena ⚭ Paolo di Luca Doni | Elena ⚭ Paolo di Luca Doni |                                       |                                       |                              |                                                                               |                                                                               |                                                 |                               |                                                  |                                                               |                                                               | Ramo di Antonio di Geri di Leopoldo · | Ramo di Antonio di Geri di Leopoldo ·                                                         |                                                                                               |                                                                                               | Ramo di Leopoldo di Geri di Leopoldo ·                      | Ramo di Leopoldo di Geri di Leopoldo ·                      | | |

#### Ramo di Antonio di Geri di Leopoldo
Ramo estintosi nel 1605. Fonte:
|                         |                         |                                                                             |                                                                             | | |                                          |                                          |                                                    |                                                    |                                                           |                                                           |
|                         |                         |                                                                             |                                                                             | | · Ramo di Cherico di Pazzino di Jacopo                                                             |                                          |                                          |                                                    |                                                    |                                                           |                                                           |
|                         |                         |                                                                             |                                                                             | | |                                          |                                          |                                                    |                                                    |                                                           |                                                           |
|                         |                         |                                                                             |                                                                             | | |                                          |                                          |                                                    |                                                    |                                                           |                                                           |
|                         |                         |                                                                             |                                                                             | | Antonio * 1459 † 1532 magistrato ⚭ Maddalena di Braccio Guicciardini ⚭ Camilla di Braccio Martelli |                                          |                                          |                                                    |                                                    |                                                           |                                                           |
|                         |                         |                                                                             |                                                                             | | |                                          |                                          |                                                    |                                                    |                                                           |                                                           |
|                         |                         |                                                                             |                                                                             | | |                                          |                                          |                                                    |                                                    |                                                           |                                                           |
| Braccio † 1527 militare | Braccio † 1527 militare | Maria ⚭ Alessandro di Bernardo Del Vigna ⚭ Francesco di Matteo degli Albizi | Maria ⚭ Alessandro di Bernardo Del Vigna ⚭ Francesco di Matteo degli Albizi | Alamanno * 7 maggio 1501 † 28 febbraio 1573 magistrato ⚭ Maddalena di Girolamo Barbadori                                                                                      | Alamanno * 7 maggio 1501 † 28 febbraio 1573 magistrato ⚭ Maddalena di Girolamo Barbadori           | Maddalena ⚭ Niccolò di Bernardo Soderini | Maddalena ⚭ Niccolò di Bernardo Soderini | Francesca nata il 26 gennaio 1486 e morta in fasce | Francesca nata il 26 gennaio 1486 e morta in fasce | Francesca nata il 2 febbraio 1488 ⚭ Giambattista Guiducci | Francesca nata il 2 febbraio 1488 ⚭ Giambattista Guiducci |
|                         |                         |                                                                             |                                                                             | | |                                          |                                          |                                                    |                                                    |                                                           |                                                           |
|                         |                         |                                                                             |                                                                             | | |                                          |                                          |                                                    |                                                    |                                                           |                                                           |
|                         |                         |                                                                             |                                                                             | Girolamo [illegittimo] * 1537 † 1605 (legittimato nel 1559) cavaliere e capitano, fu l'ultimo del suo ramo, che si estinse con lui ⚭ Alessandra di Filippo di Niccolò Capponi | |                                          |                                          |                                                    |                                                    |                                                           |                                                           |

#### Ramo di Leopoldo di Geri di Leopoldo
Ramo estintosi nel 1743. Fonte:
|                                                              |                                                              |                                                                                    | | | | | |                                                                   |                                                                   |                                                    |                                                    |
|                                                              |                                                              |                                                                                    | | | · Ramo di Cherico di Pazzino di Jacopo | | |                                                                   |                                                                   |                                                    |                                                    |
|                                                              |                                                              |                                                                                    | | | | | |                                                                   |                                                                   |                                                    |                                                    |
|                                                              |                                                              |                                                                                    | | | | | |                                                                   |                                                                   |                                                    |                                                    |
|                                                              |                                                              |                                                                                    | | | Leopoldo nato il 24 maggio 1457 podestà e gonfaloniere di giustizia ⚭ Francesca do Francesco di Niccolò degli Alessandri ⚭ Ginevra di Lorenzo di Bongianni Gianfigliazzi | | |                                                                   |                                                                   |                                                    |                                                    |
|                                                              |                                                              |                                                                                    | | | | | |                                                                   |                                                                   |                                                    |                                                    |
|                                                              |                                                              |                                                                                    | | | | | |                                                                   |                                                                   |                                                    |                                                    |
| Lorenzo † 1528 militare nelle Bande Nere                     | Lorenzo † 1528 militare nelle Bande Nere                     | Francesca ⚭ Antonio di Girolamo Della Stufa                                        | Francesca ⚭ Antonio di Girolamo Della Stufa | Oretta ⚭ Bernardo di Carlo Rucellai | Oretta ⚭ Bernardo di Carlo Rucellai | Geri * 1487 † 1557 ⚭ Lucrezia di Manuccio Manucci                                                                                             | Geri * 1487 † 1557 ⚭ Lucrezia di Manuccio Manucci                                                                                             | Maria ⚭ Leonardo Fortini                                          | Maria ⚭ Leonardo Fortini                                          | Piero † 1530 partigiano e ribelle ostile ai Medici | Piero † 1530 partigiano e ribelle ostile ai Medici |
|                                                              |                                                              |                                                                                    | | | | | |                                                                   |                                                                   |                                                    |                                                    |
|                                                              |                                                              |                                                                                    | | | | | |                                                                   |                                                                   |                                                    |                                                    |
|                                                              |                                                              |                                                                                    | | | Camillo * 1535 † 1597 commissario e podestà ⚭ Maria di Lorenzo Buondelmonti ⚭ Camilla di Luca Torrigiani                                                                 | Camillo * 1535 † 1597 commissario e podestà ⚭ Maria di Lorenzo Buondelmonti ⚭ Camilla di Luca Torrigiani                                      | Piera ⚭ Matteo Benvenuti | Piera ⚭ Matteo Benvenuti                                          |                                                                   |                                                    |                                                    |
|                                                              |                                                              |                                                                                    | | | | | |                                                                   |                                                                   |                                                    |                                                    |
|                                                              |                                                              |                                                                                    | | | | | |                                                                   |                                                                   |                                                    |                                                    |
|                                                              |                                                              | ⬤ Braccio nato il 21 marzo 1527 e morto in gioventù                                | ⬤ Braccio nato il 21 marzo 1527 e morto in gioventù | ⬤ Geri * 1561 † 1618 cavaliere ⚭ Ippolita di Piero di Bartolomeo Nasi | ⬤ Geri * 1561 † 1618 cavaliere ⚭ Ippolita di Piero di Bartolomeo Nasi | ⬤ Santa Maria Maddalena [al secolo Caterina] * 1566 † 1607 religiosa carmelitana e mistica, canonizzata da papa Clemente IX il 28 aprile 1669 | ⬤ Santa Maria Maddalena [al secolo Caterina] * 1566 † 1607 religiosa carmelitana e mistica, canonizzata da papa Clemente IX il 28 aprile 1669 | ⬤ Alamanno capitano delle milizie toscane                         | ⬤ Alamanno capitano delle milizie toscane                         |                                                    |                                                    |
|                                                              |                                                              |                                                                                    | | | | | |                                                                   |                                                                   |                                                    |                                                    |
|                                                              |                                                              |                                                                                    | | | | | |                                                                   |                                                                   |                                                    |                                                    |
| Lucrezia † 1674 monaca domenicana col nome di suor Cherubina | Lucrezia † 1674 monaca domenicana col nome di suor Cherubina | Maria * 1586 † 1656 monaca carmelitana col nome di suor Grazia                     | Maria * 1586 † 1656 monaca carmelitana col nome di suor Grazia | Piero * 1597 † 1639 vicario e capitano ⚭ Elisabetta del cavaliere Neri Giraldi | Piero * 1597 † 1639 vicario e capitano ⚭ Elisabetta del cavaliere Neri Giraldi                                                                                           | Maria Maddalena * 1600 † 1673 monaca carmelitana con lo stesso nome                                                                           | Maria Maddalena * 1600 † 1673 monaca carmelitana con lo stesso nome                                                                           | Camilla * 1610 † 1654 monaca carmelitana col nome di suor Placida | Camilla * 1610 † 1654 monaca carmelitana col nome di suor Placida |                                                    |                                                    |
|                                                              |                                                              |                                                                                    | | | | | |                                                                   |                                                                   |                                                    |                                                    |
|                                                              |                                                              |                                                                                    | | | | | |                                                                   |                                                                   |                                                    |                                                    |
|                                                              |                                                              | Ippolita * 1627 † 1698 monaca carmelitana col nome di suor Carità Eletta           | Ippolita * 1627 † 1698 monaca carmelitana col nome di suor Carità Eletta | Girolamo * 1620 † 1649 cavaliere ⚭ Teresa del cavaliere Ugolino Grifoni | Girolamo * 1620 † 1649 cavaliere ⚭ Teresa del cavaliere Ugolino Grifoni                                                                                                  | Caterina * 1621 † 1667 monaca carmelitana col nome di suor Maria Arcangela                                                                    | Caterina * 1621 † 1667 monaca carmelitana col nome di suor Maria Arcangela                                                                    |                                                                   |                                                                   |                                                    |                                                    |
|                                                              |                                                              |                                                                                    | | | | | |                                                                   |                                                                   |                                                    |                                                    |
|                                                              |                                                              |                                                                                    | | | | | |                                                                   |                                                                   |                                                    |                                                    |
|                                                              |                                                              | Maria Maddalena * 1647 † 1666 monaca carmelitana col nome di suor Maddalena Eletta | Maria Maddalena * 1647 † 1666 monaca carmelitana col nome di suor Maddalena Eletta                                                                                                 | Alamanno Tommaso * 7 marzo 1647 † 15 settembre 1735 cavaliere, magistrato e gran cultore ⚭ Maria di Giovanni Del Tovaglia                                                          | Alamanno Tommaso * 7 marzo 1647 † 15 settembre 1735 cavaliere, magistrato e gran cultore ⚭ Maria di Giovanni Del Tovaglia                                                | Maria Girolama * 1649 † 1676 damigella d'onore alla corte del granduca Ferdinando II de' Medici ⚭ cavaliere Francesco di Ferdinando Grifoni   | Maria Girolama * 1649 † 1676 damigella d'onore alla corte del granduca Ferdinando II de' Medici ⚭ cavaliere Francesco di Ferdinando Grifoni   |                                                                   |                                                                   |                                                    |                                                    |
|                                                              |                                                              |                                                                                    | | | | | |                                                                   |                                                                   |                                                    |                                                    |
|                                                              |                                                              |                                                                                    | | | | | |                                                                   |                                                                   |                                                    |                                                    |
|                                                              |                                                              |                                                                                    | Giangirolamo * 18 febbraio 1681 † 31 gennaio 1743 studioso, accademico, scrittore e traduttore, fu l'ultimo del suo ramo, che si estinse con lui ⚭ Maria Lavinia di Paolo Rucellai | Giangirolamo * 18 febbraio 1681 † 31 gennaio 1743 studioso, accademico, scrittore e traduttore, fu l'ultimo del suo ramo, che si estinse con lui ⚭ Maria Lavinia di Paolo Rucellai | Andrea * 26 luglio 1683 † 26 luglio 1702 | Andrea * 26 luglio 1683 † 26 luglio 1702 | |                                                                   |                                                                   |                                                    |                                                    |
|                                                              |                                                              |                                                                                    | | | | | |                                                                   |                                                                   |                                                    |                                                    |
|                                                              |                                                              |                                                                                    | | | | | |                                                                   |                                                                   |                                                    |                                                    |
|                                                              | Giovanni Camillo * 1728 † 1729                               | Giovanni Camillo * 1728 † 1729                                                     | Maria Maddalena * 1730 † 1732 | Maria Maddalena * 1730 † 1732 | Maria Teresa * 17 settembre 1731 † 5 aprile 1766 ⚭ Giuseppe di Paolo Benedetto Rucellai                                                                                  | Maria Teresa * 17 settembre 1731 † 5 aprile 1766 ⚭ Giuseppe di Paolo Benedetto Rucellai                                                       | |                                                                   |                                                                   |                                                    |                                                    |